# Goniobranchus
Genre
Goniobranchus est un genre de nudibranches de la famille des Chromodorididae.

## Liste d'espèces
Selon World Register of Marine Species (11 janvier 2016) :
- Goniobranchus albomaculatus Pease, 1866
- Goniobranchus albonares (Rudman, 1990)
- Goniobranchus albopunctatus Garrett, 1879
- Goniobranchus albopustulosus (Pease, 1860)
- Goniobranchus alderi (Collingwood, 1881)
- Goniobranchus alius (Rudman, 1987)
- Goniobranchus annulatus (Eliot, 1904)
- Goniobranchus aureomarginatus (Cheeseman, 1881)
- Goniobranchus aureopurpureus (Collingwood, 1881)
- Goniobranchus aurigerus (Rudman, 1990)
- Goniobranchus cavae (Eliot, 1904)
- Goniobranchus cazae (Gosliner & Behrens, 2004)
- Goniobranchus charlottae (Schrödl, 1999)
- Goniobranchus coi (Risbec, 1956)
- Goniobranchus collingwoodi (Rudman, 1987)
- Goniobranchus conchyliatus (Yonow, 1984)
- Goniobranchus daphne (Angas, 1864)
- Goniobranchus decorus (Pease, 1860)
- Goniobranchus epicurius (Basedow & Hedley, 1905)
- Goniobranchus fabulus (Soong & Gosliner, 2022)
- Goniobranchus fidelis (Kelaart, 1858)
- Goniobranchus galactos (Rudman & S. Johnson, 1985)
- Goniobranchus geminus (Rudman, 1987)
- Goniobranchus geometricus (Risbec, 1928)
- Goniobranchus gleniei (Kelaart, 1858)
- Goniobranchus heatherae (Gosliner, 1994)
- Goniobranchus hintuanensis (Gosliner & Behrens, 1998)
- Goniobranchus hunterae (Rudman, 1983)
- Goniobranchus kitae (Gosliner, 1994)
- Goniobranchus kuniei (Pruvot-Fol, 1930)
- Goniobranchus lekker (Gosliner, 1994)
- Goniobranchus leopardus (Rudman, 1987)
- Goniobranchus loringi (Angas, 1864)
- Goniobranchus multimaculosus (Rudman, 1987)
- Goniobranchus naiki (Valdés, Mollo & Ortea, 1999)
- Goniobranchus obsoletus (Rüppell & Leuckart, 1830)
- Goniobranchus petechialis (Gould, 1852)
- Goniobranchus preciosus (Kelaart, 1858)
- Goniobranchus pruna (Gosliner, 1994)
- Goniobranchus reticulatus (Quoy & Gaimard, 1832)
- Goniobranchus roboi (Gosliner & Behrens, 1998)
- Goniobranchus rubrocornutus (Rudman, 1985)
- Goniobranchus rufomaculatus (Pease, 1871)
- Goniobranchus setoensis (Baba, 1938)
- Goniobranchus sinensis (Rudman, 1985)
- Goniobranchus splendidus (Angas, 1864)
- Goniobranchus tasmaniensis (Bergh, 1905)
- Goniobranchus tennentanus (Kelaart, 1859)
- Goniobranchus tinctorius (Rüppell & Leuckart, 1830)
- Goniobranchus trimarginatus (Winckworth, 1946)
- Goniobranchus tritos (Yonow, 1994)
- Goniobranchus tumuliferus (Collingwood, 1881)
- Goniobranchus verrieri (Crosse, 1875)
- Goniobranchus vibratus (Pease, 1860)
- Goniobranchus woodwardae (Rudman, 1983)

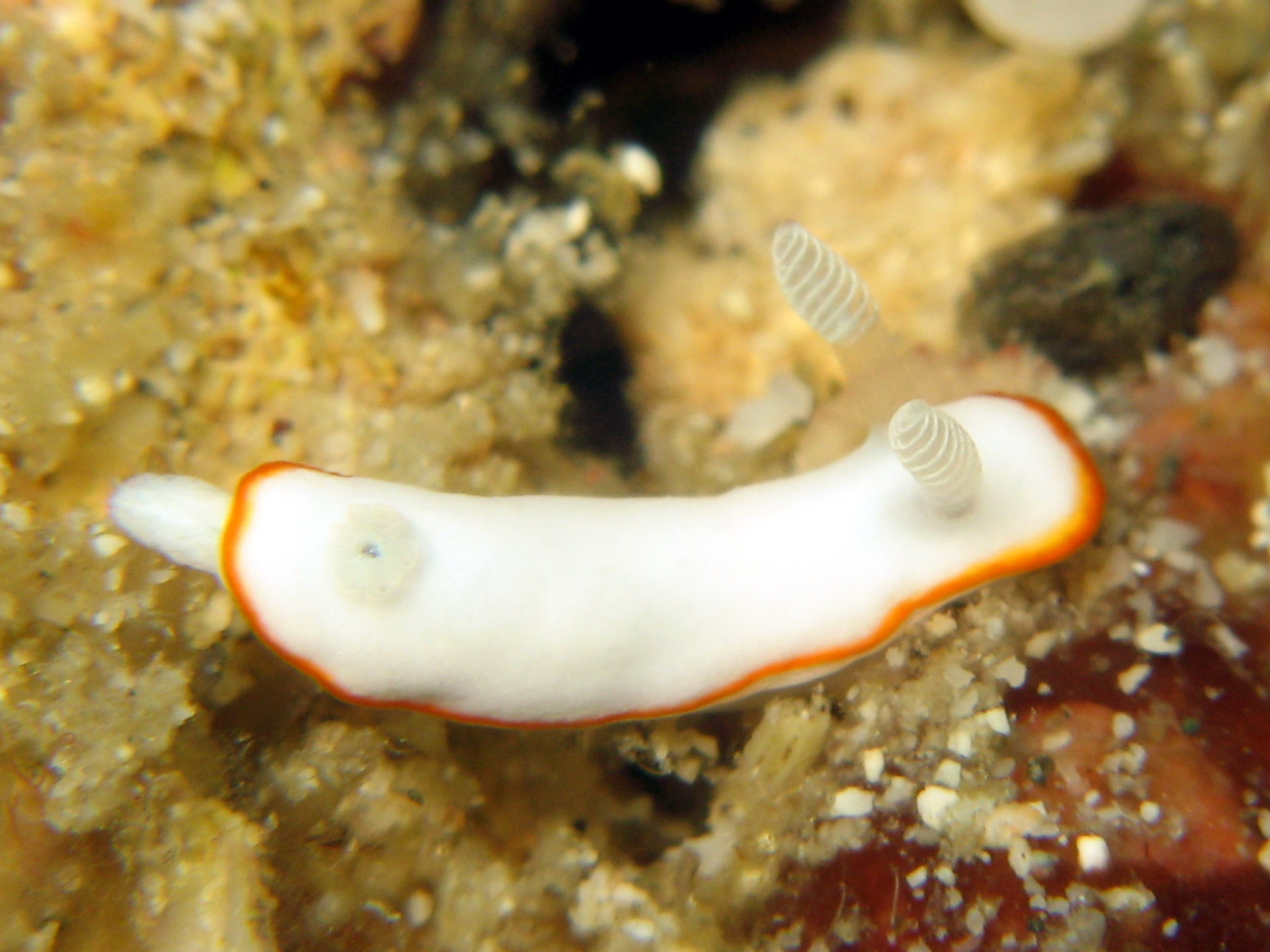
Goniobranchus albonares
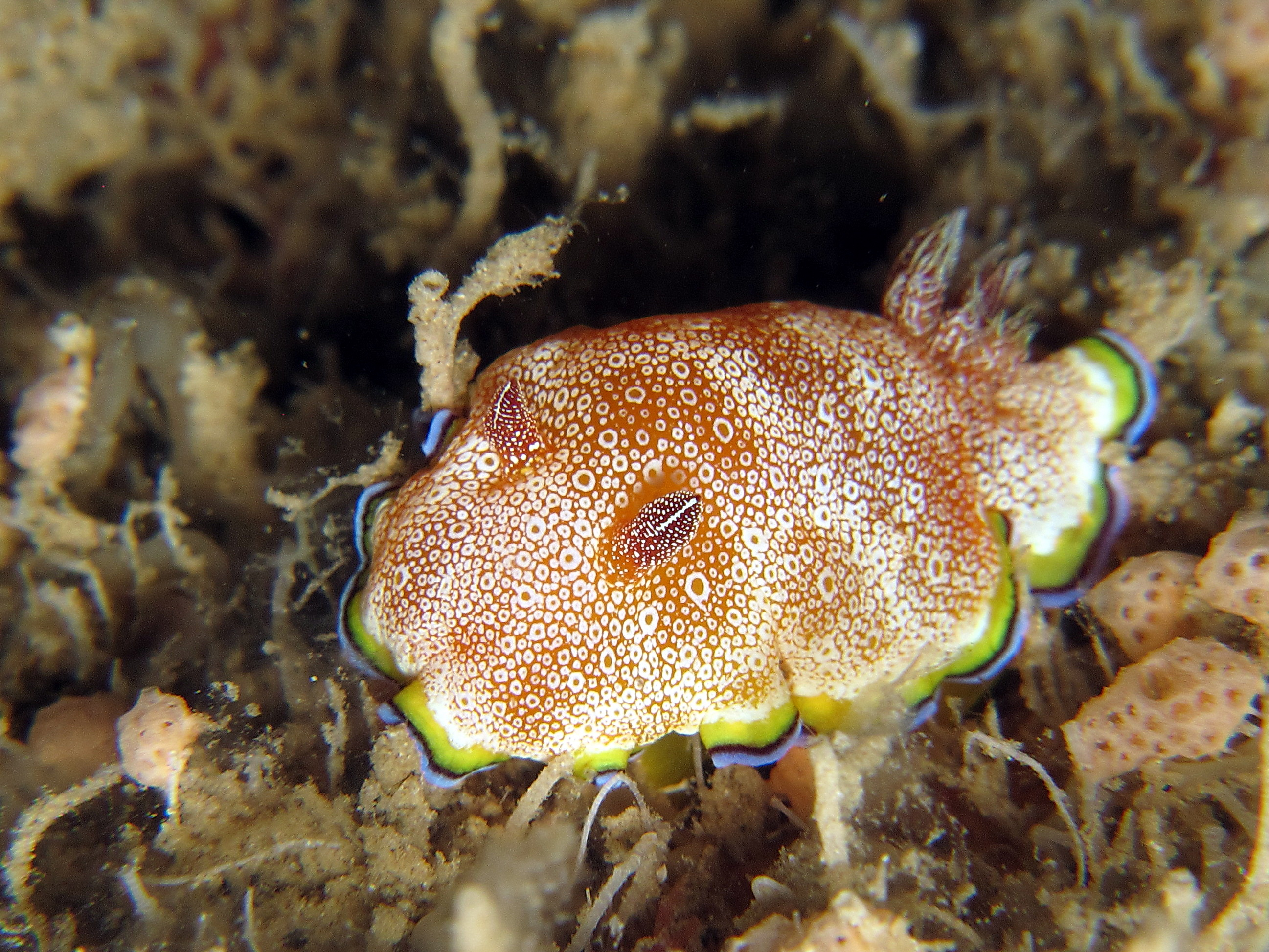
Goniobranchus albopunctatus
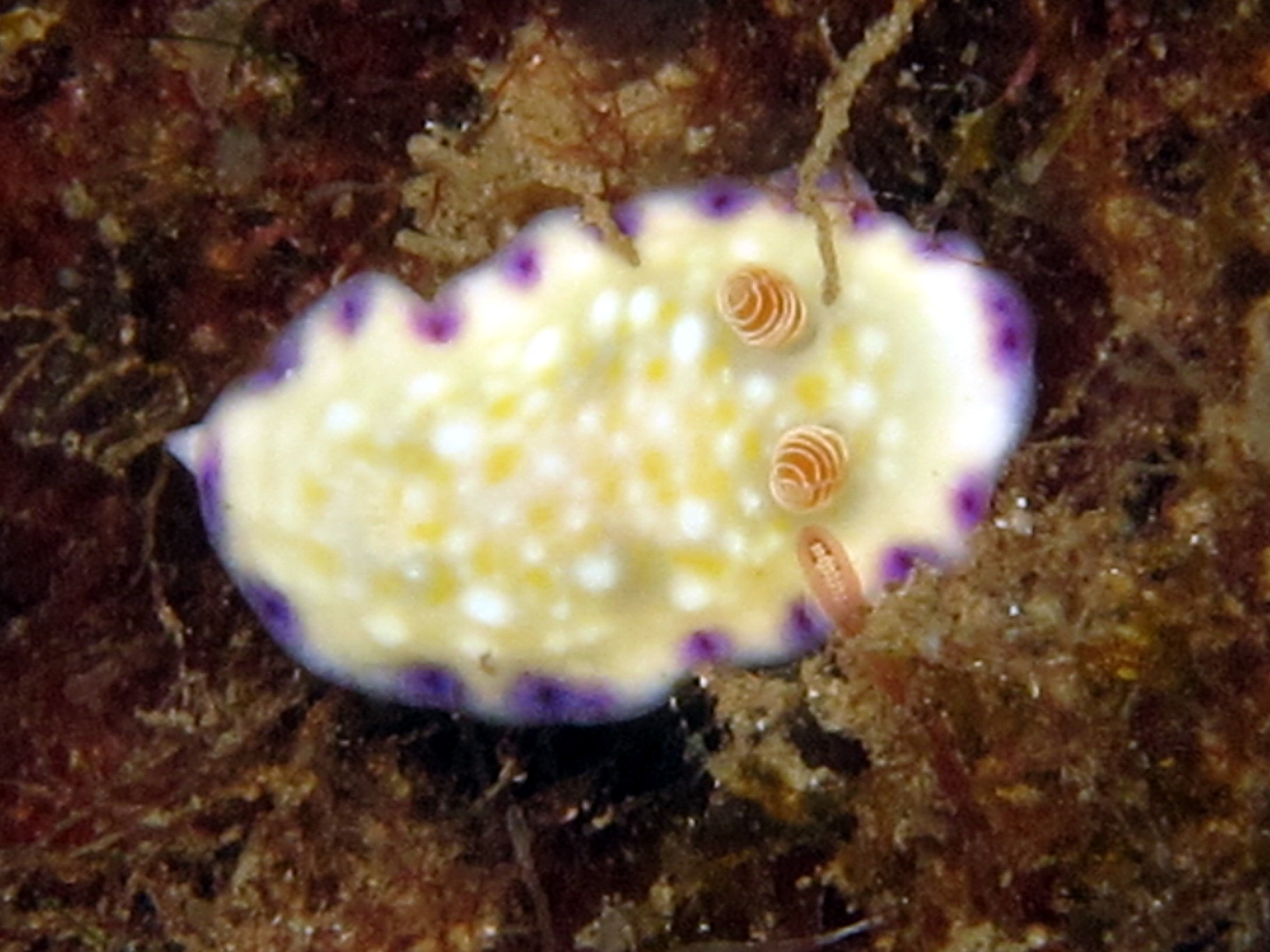
Goniobranchus albopustulosus
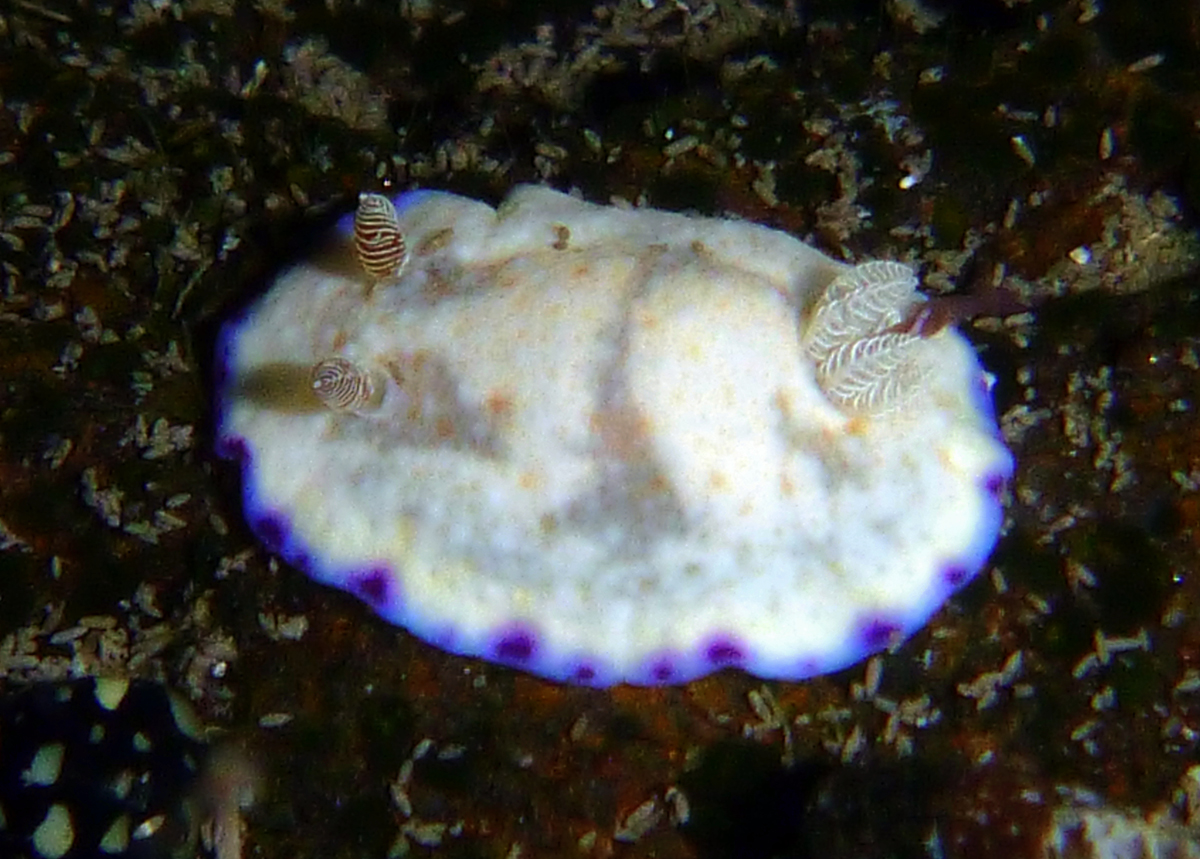
Goniobranchus alius
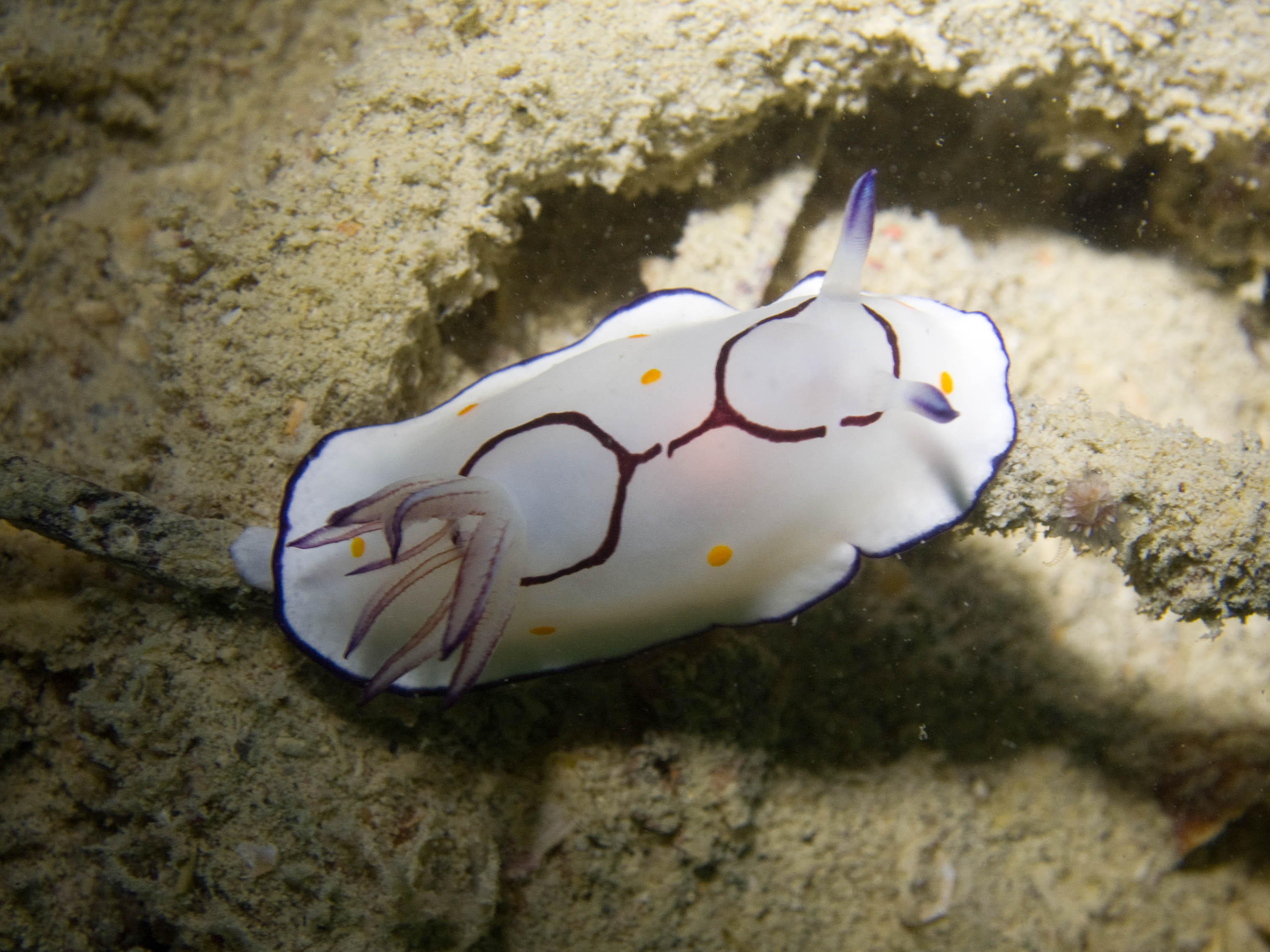
Goniobranchus annulatus
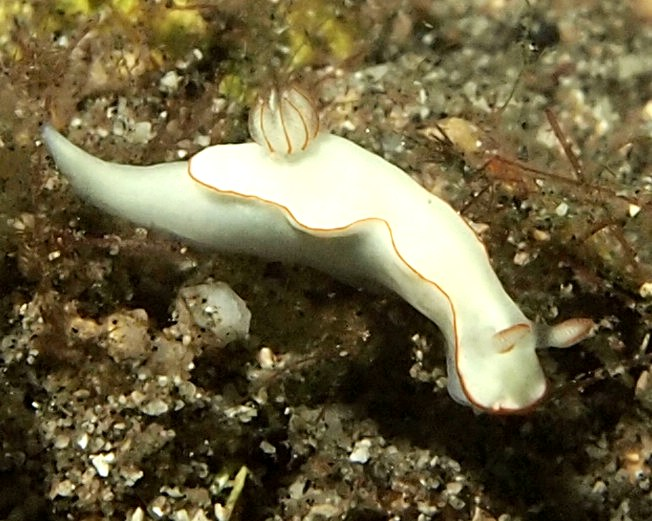
Goniobranchus aureomarginatus
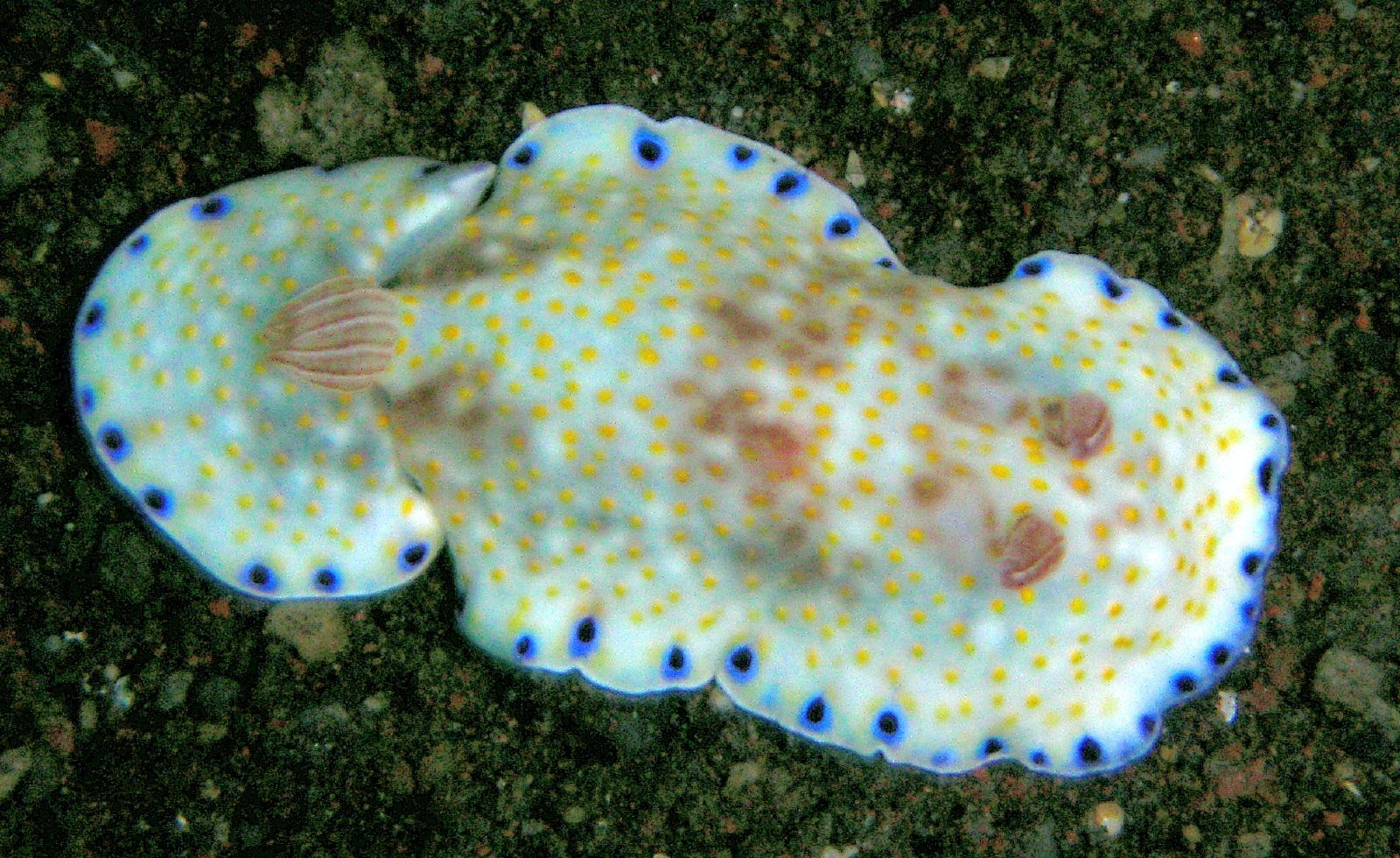
Goniobranchus aureopurpureus
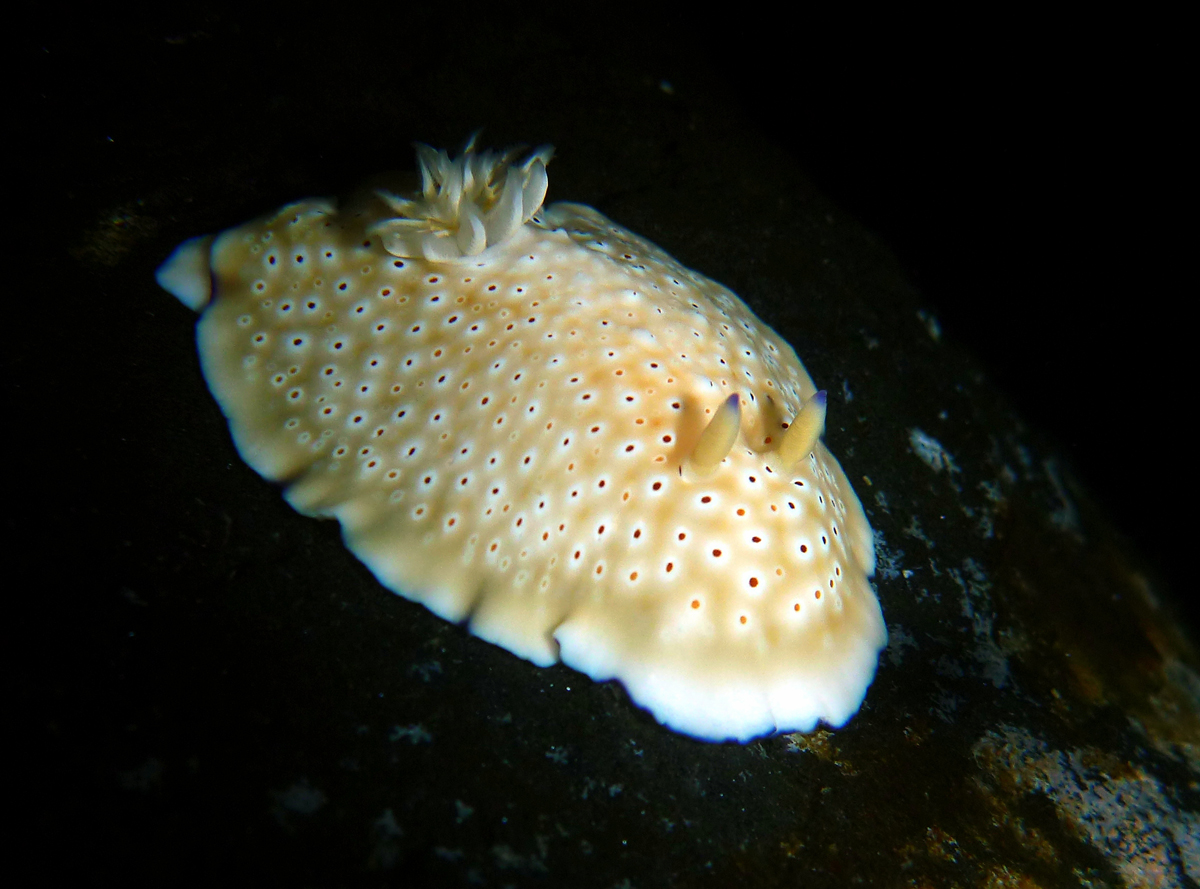
Goniobranchus cavae
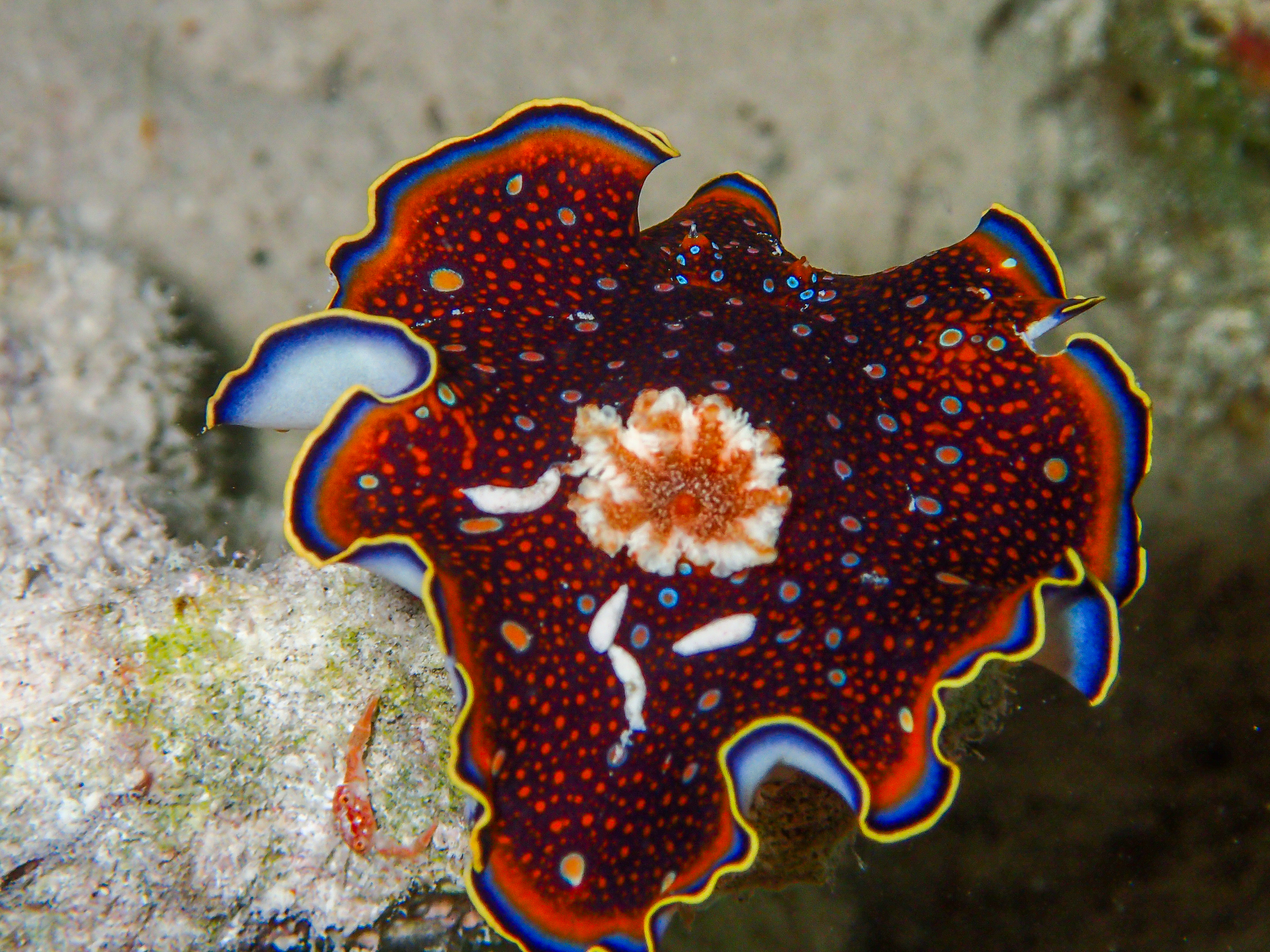
Goniobranchus charlottae
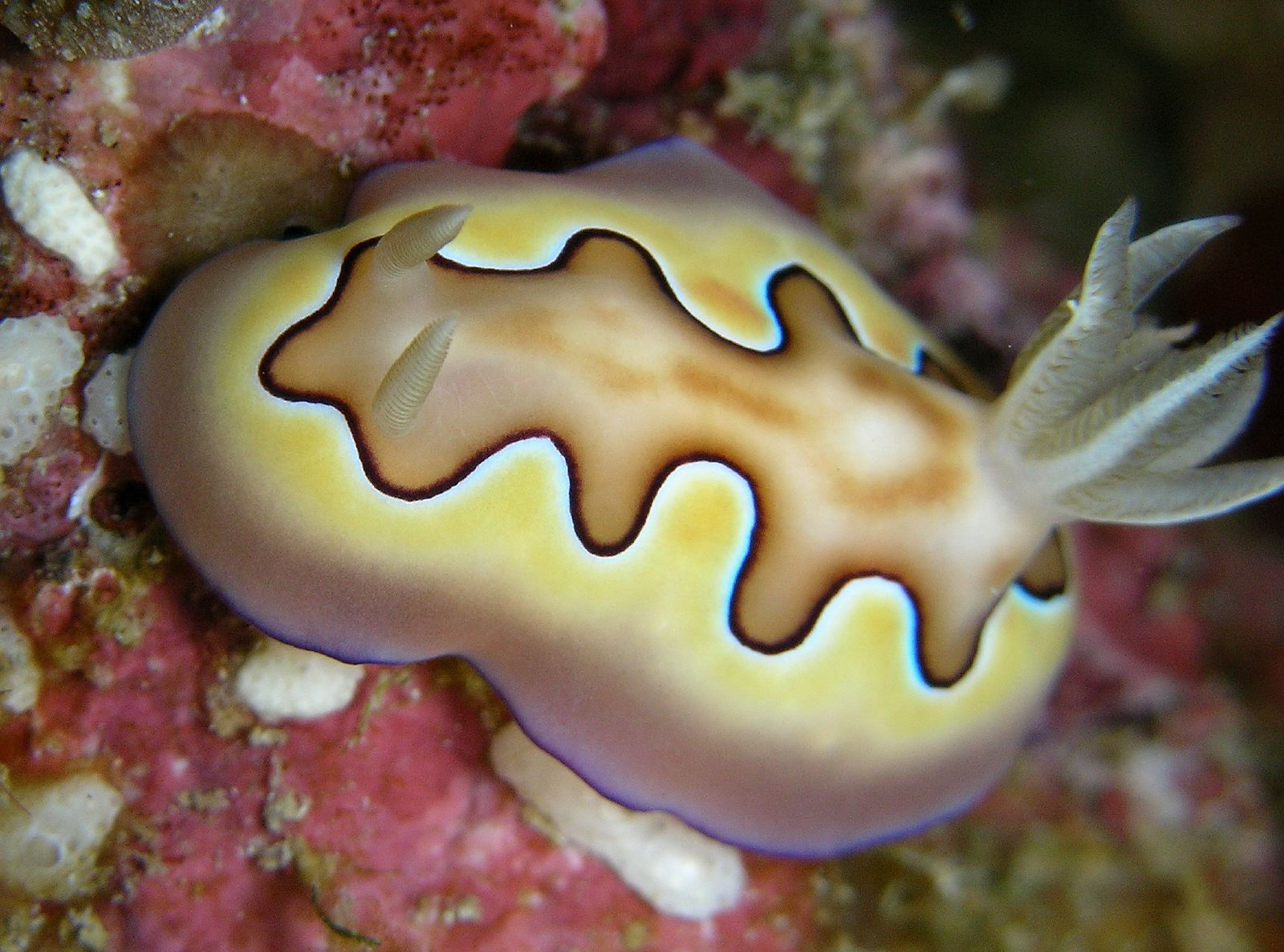
Goniobranchus coi
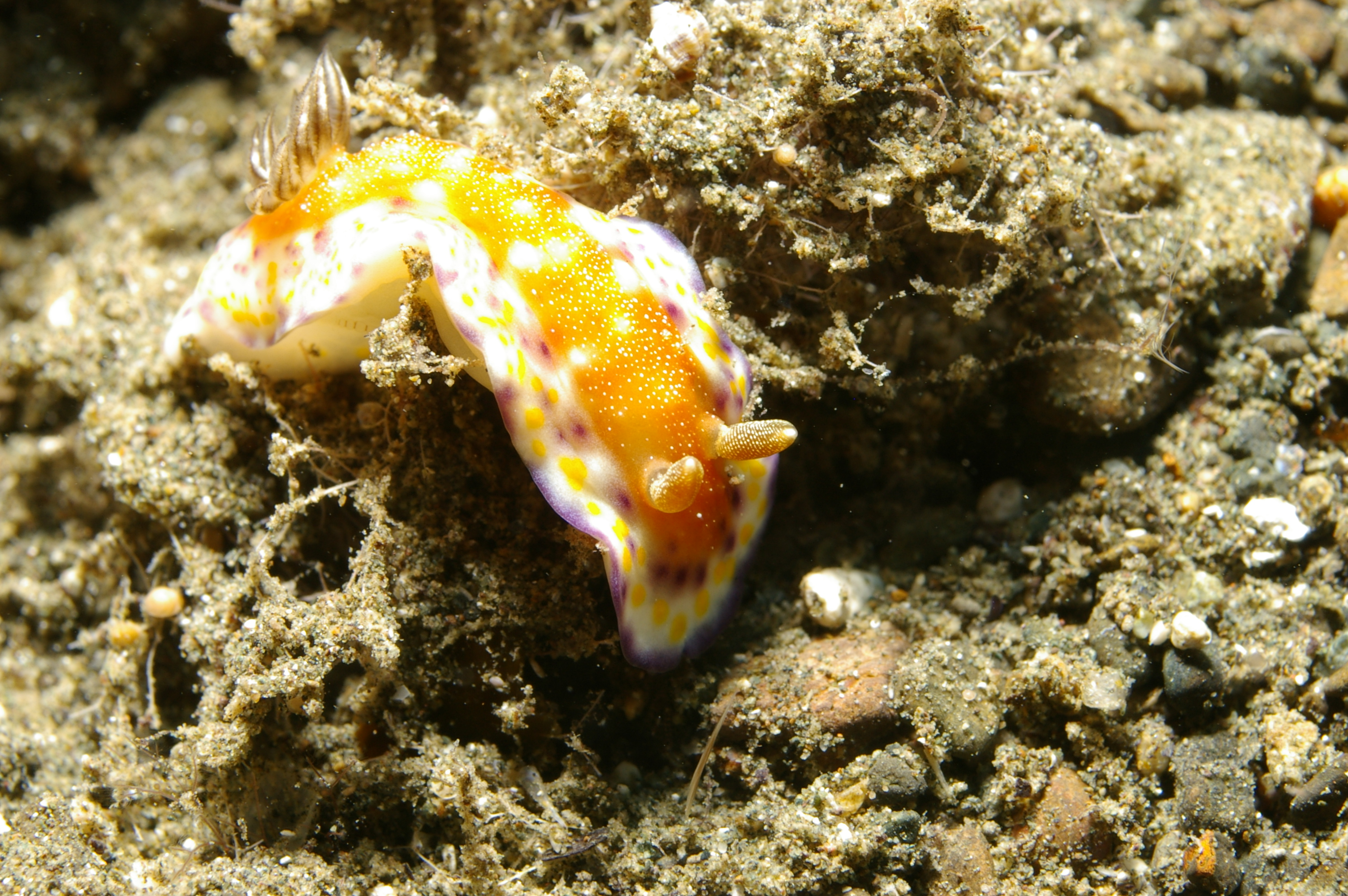
Goniobranchus collingwoodi
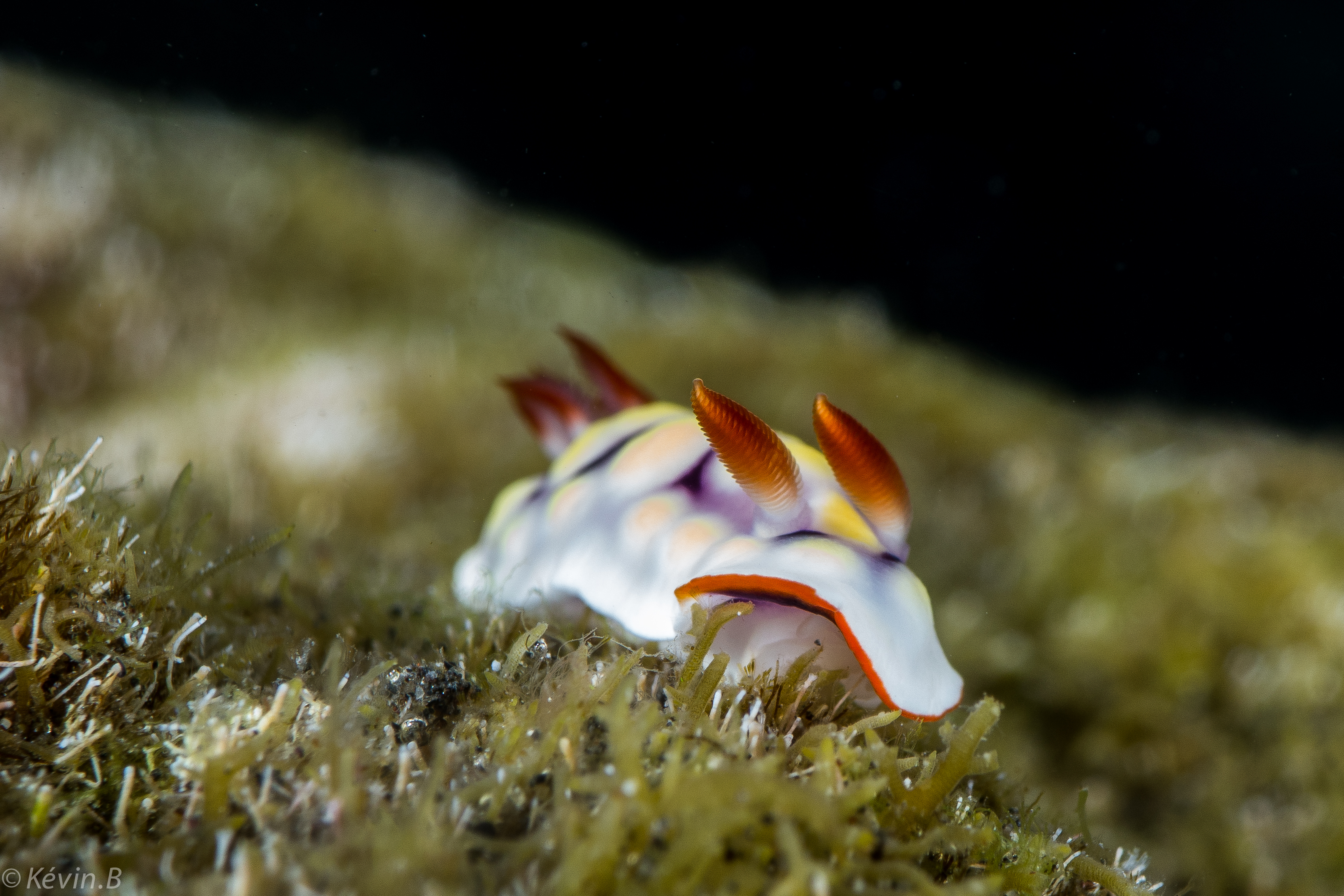
Goniobranchus conchyliatus
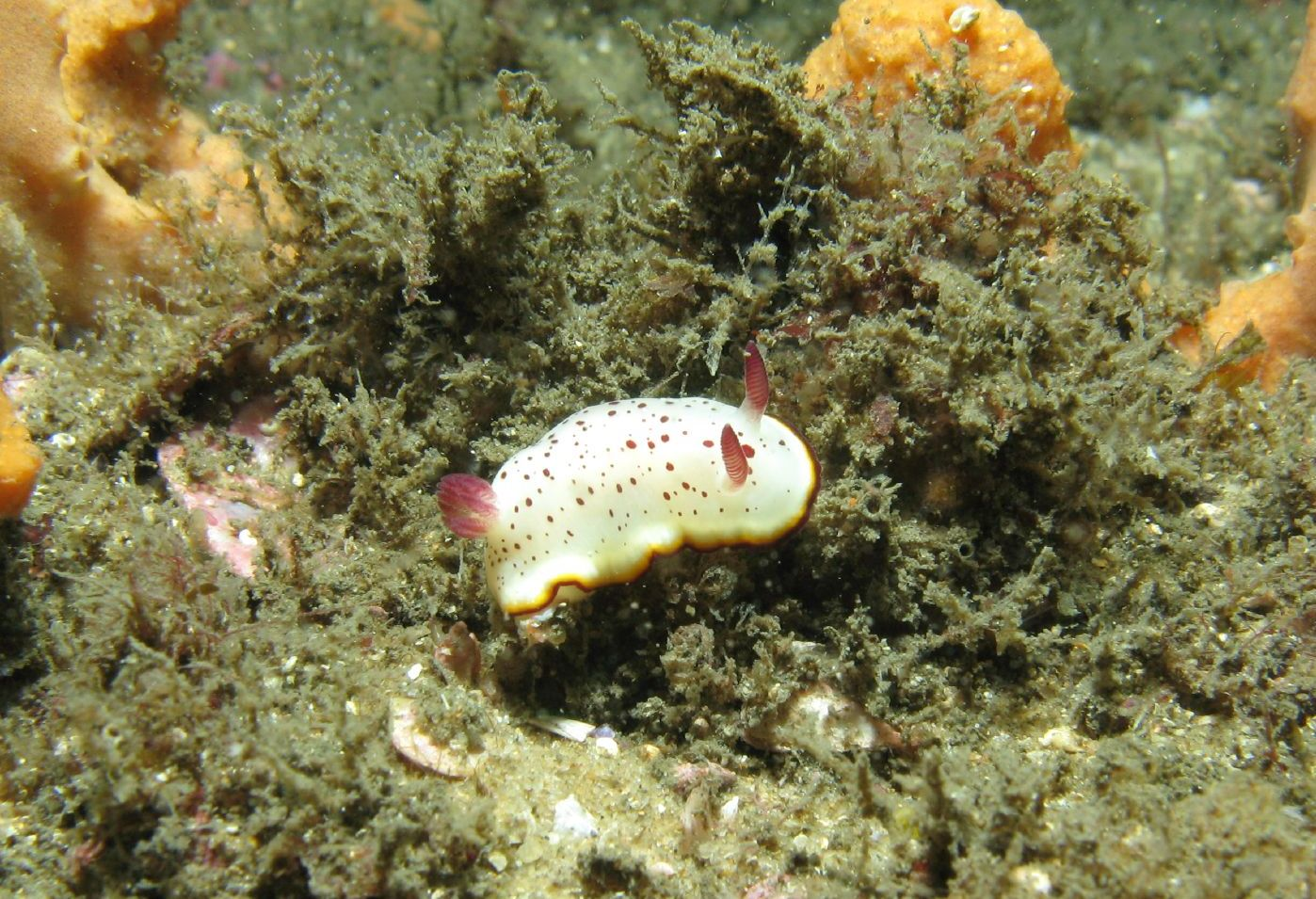
Goniobranchus daphne
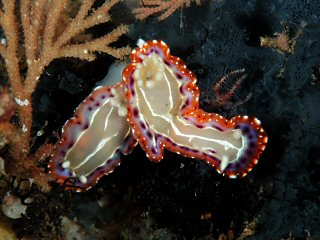
Goniobranchus decorus
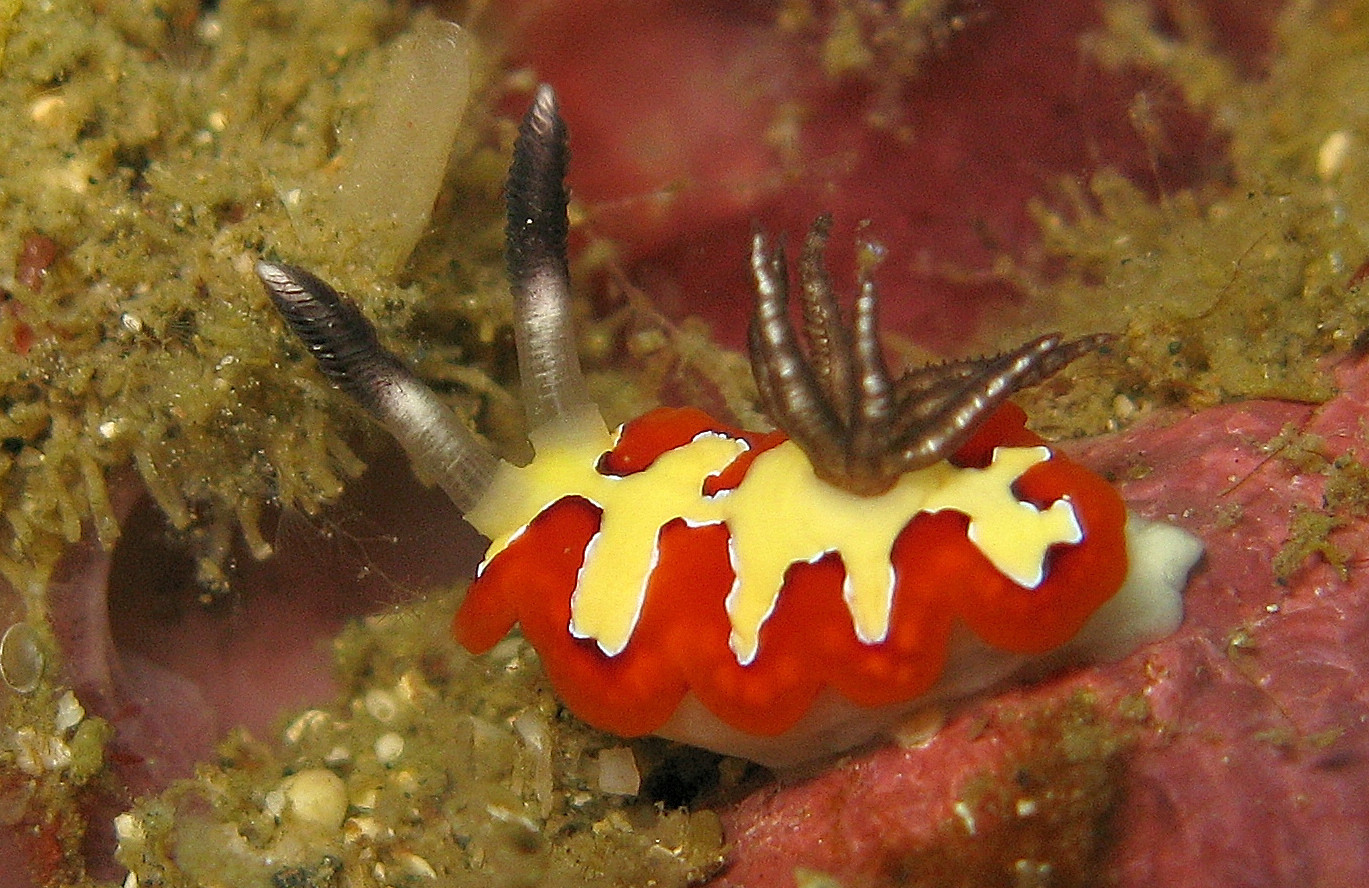
Goniobranchus fidelis
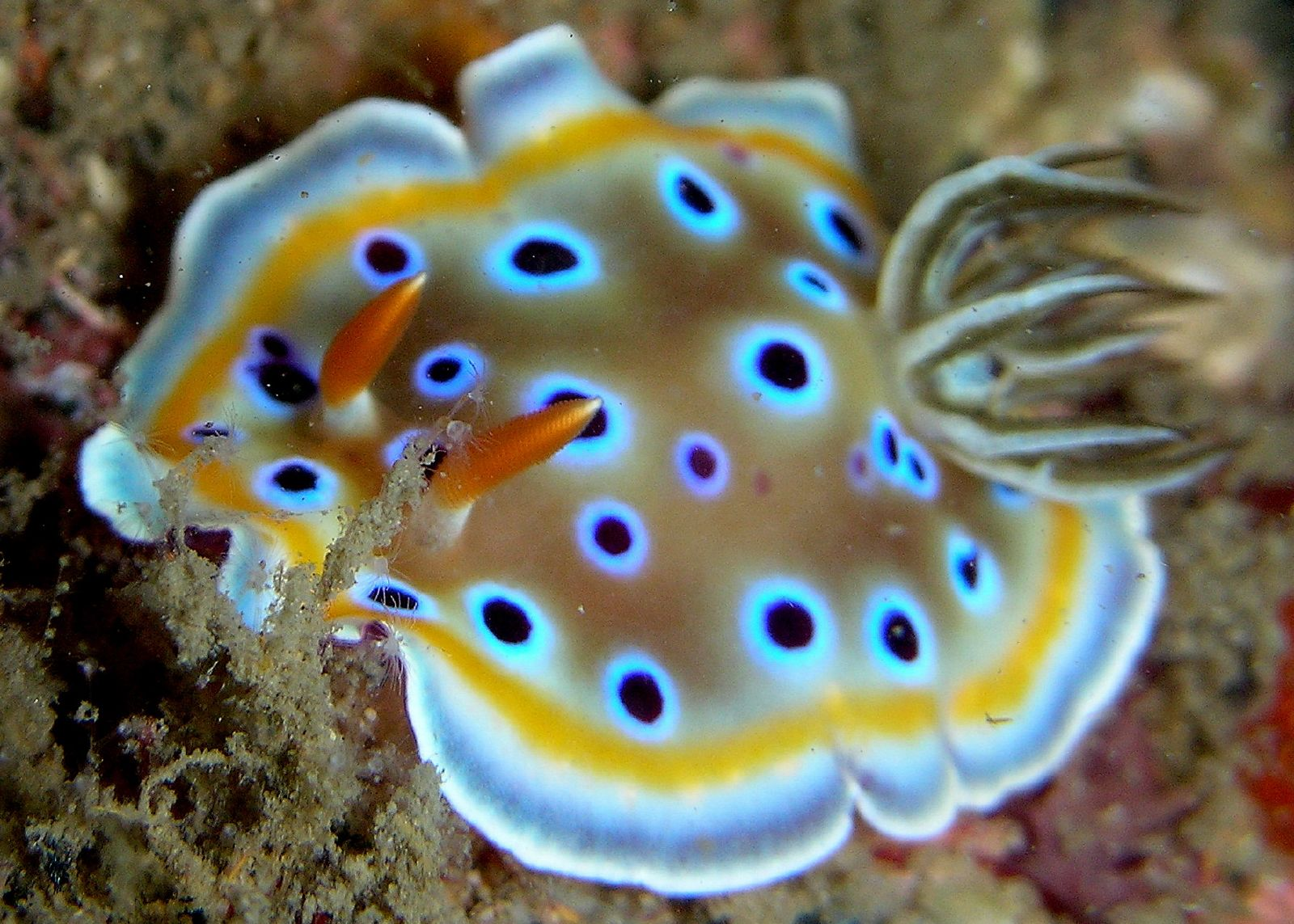
Goniobranchus geminus
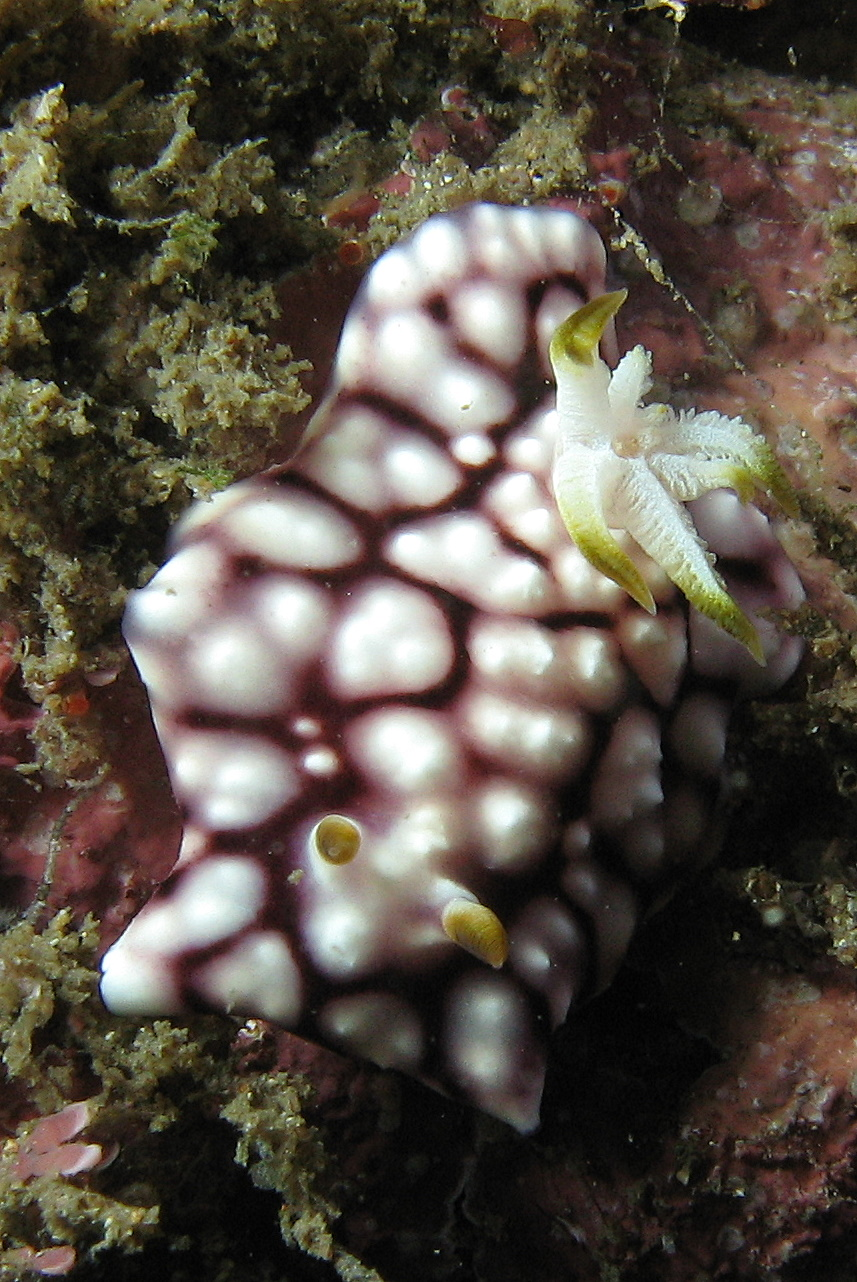
Goniobranchus geometricus
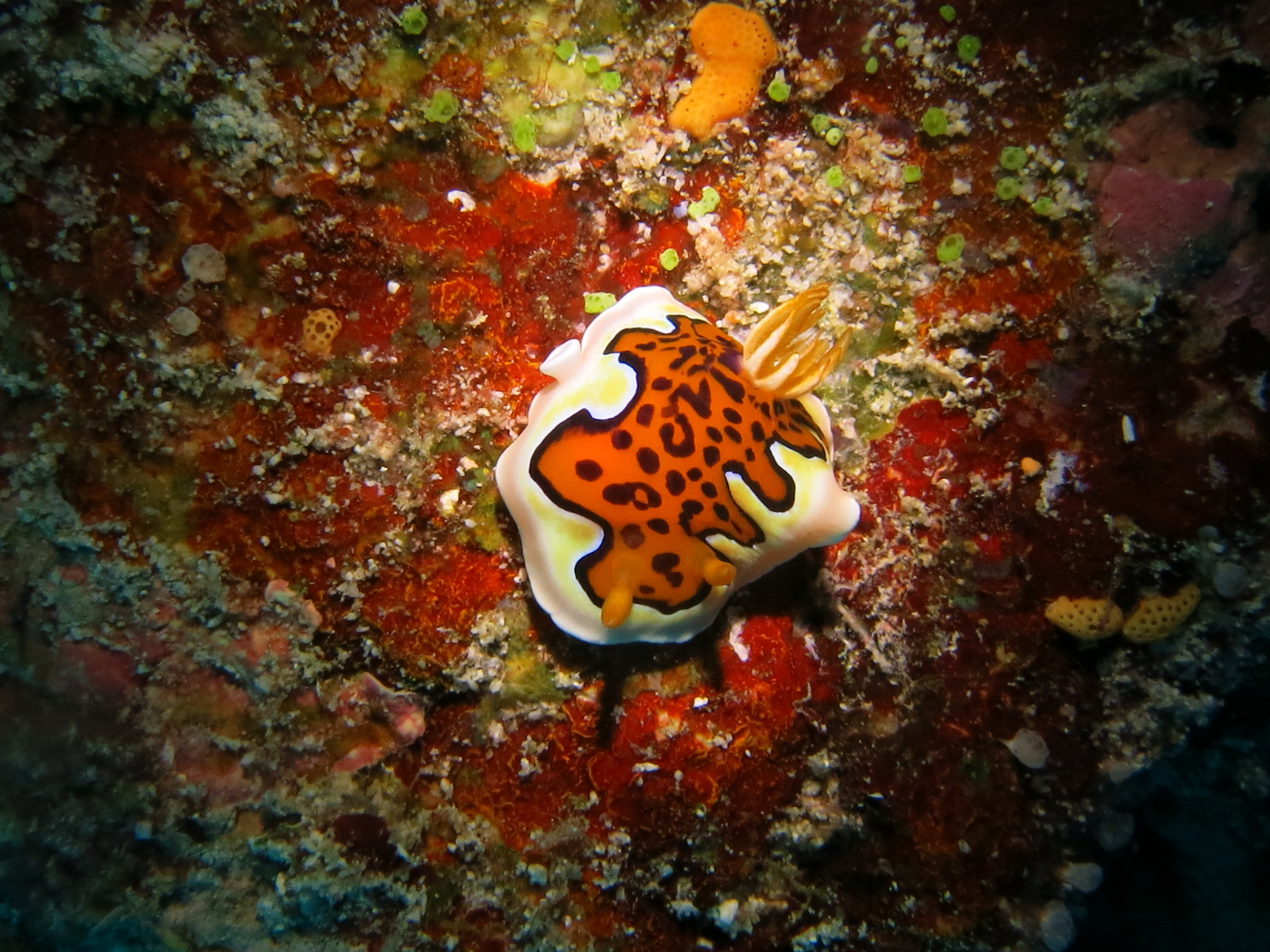
Goniobranchus gleniei
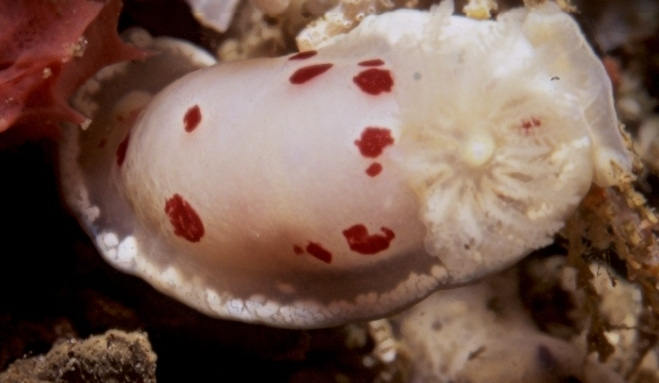
Goniobranchus heatherae
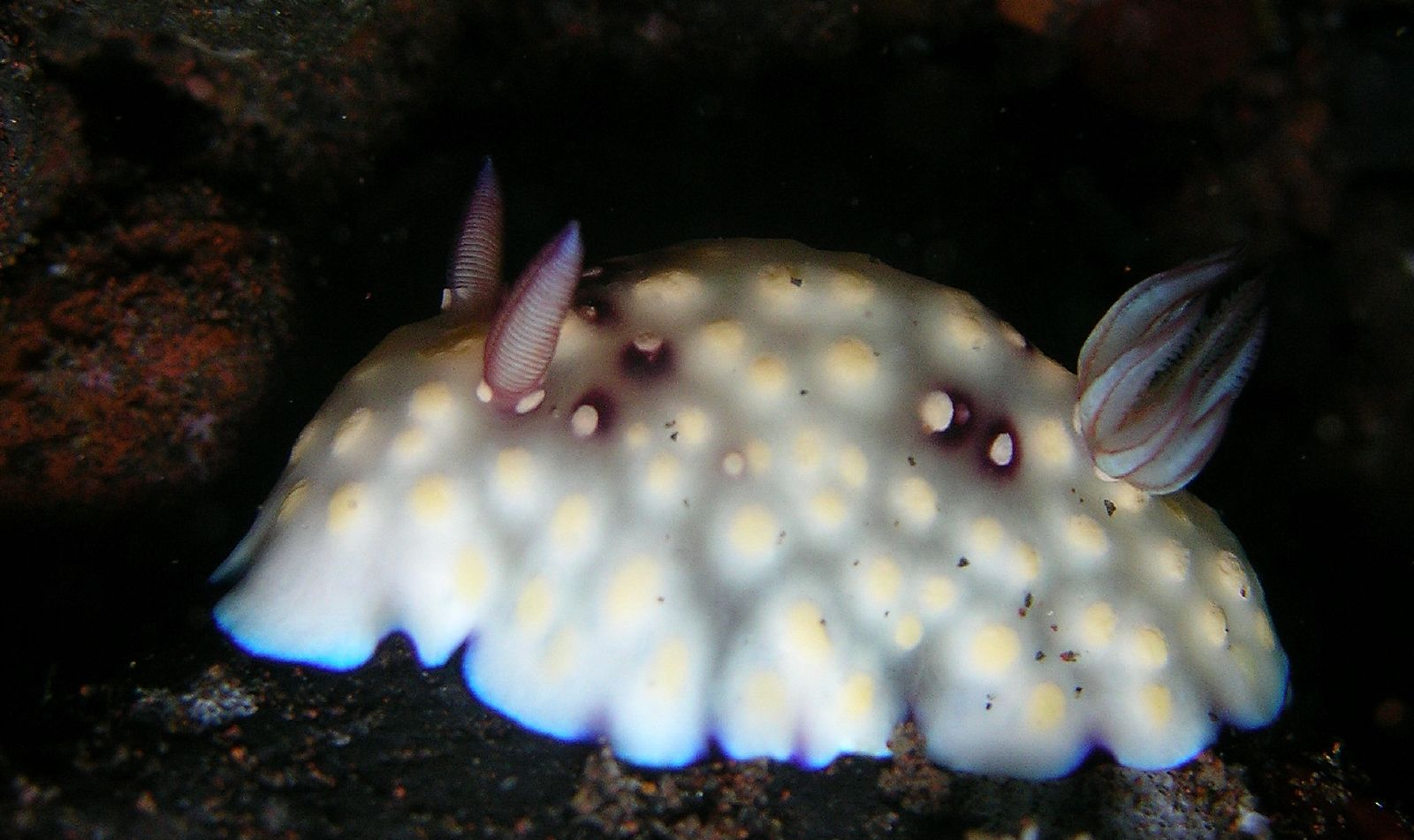
Goniobranchus hintuanensis
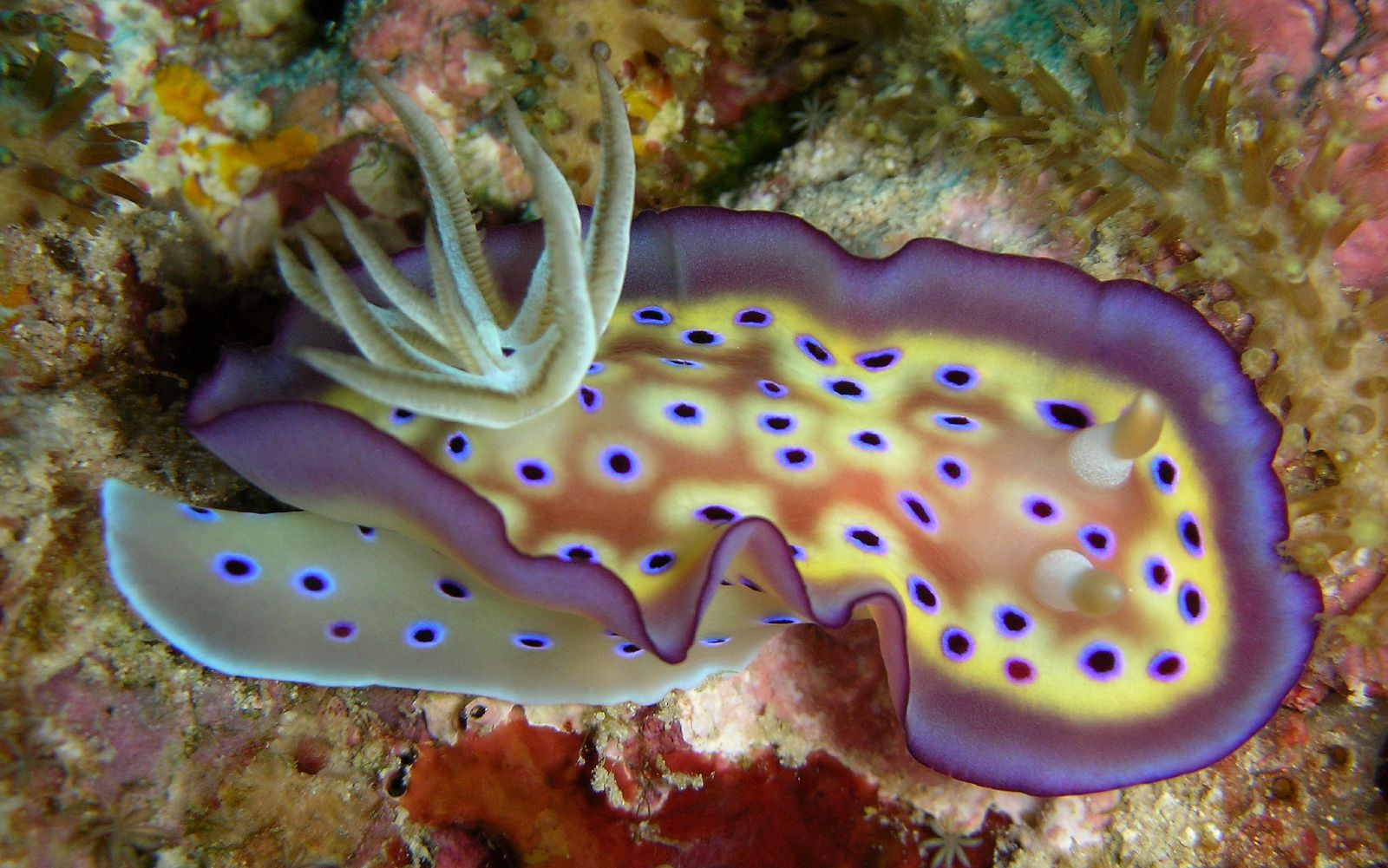
Goniobranchus kuniei
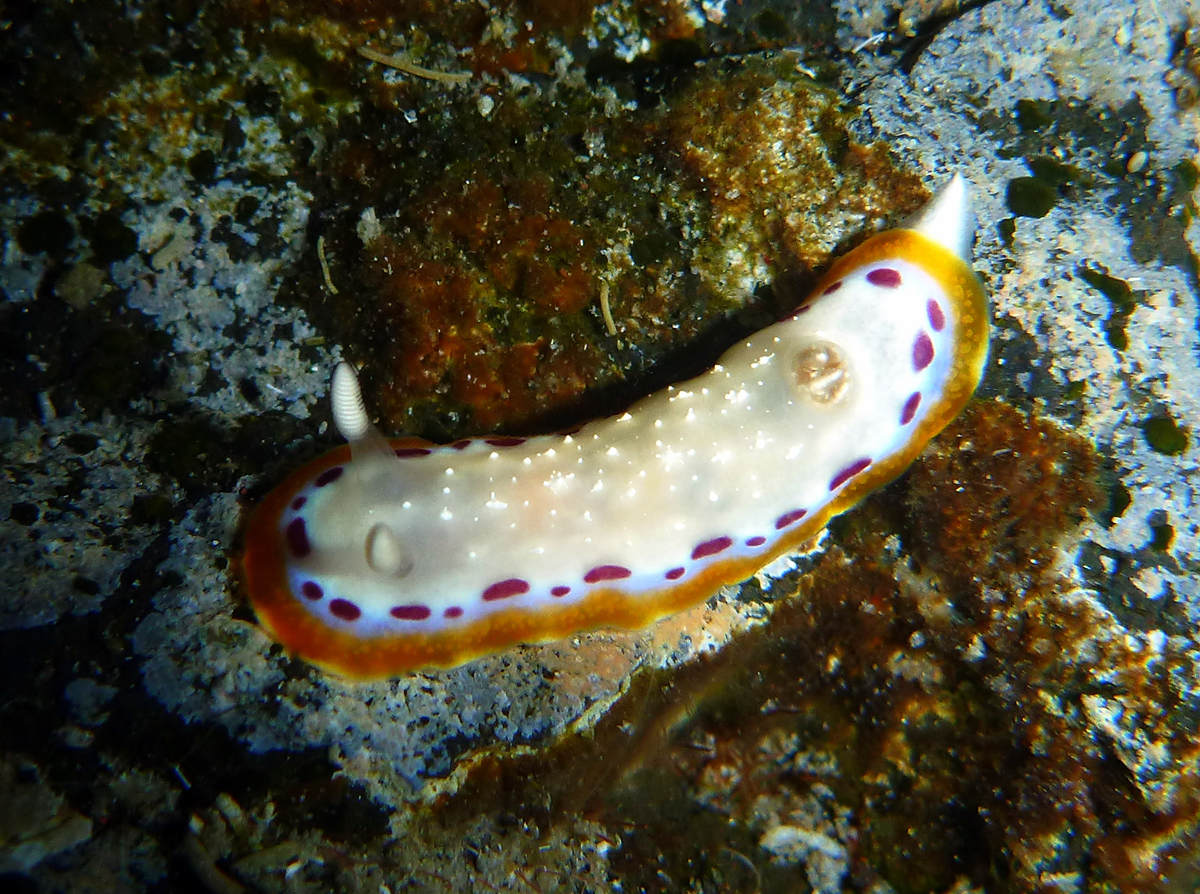
Goniobranchus lekker
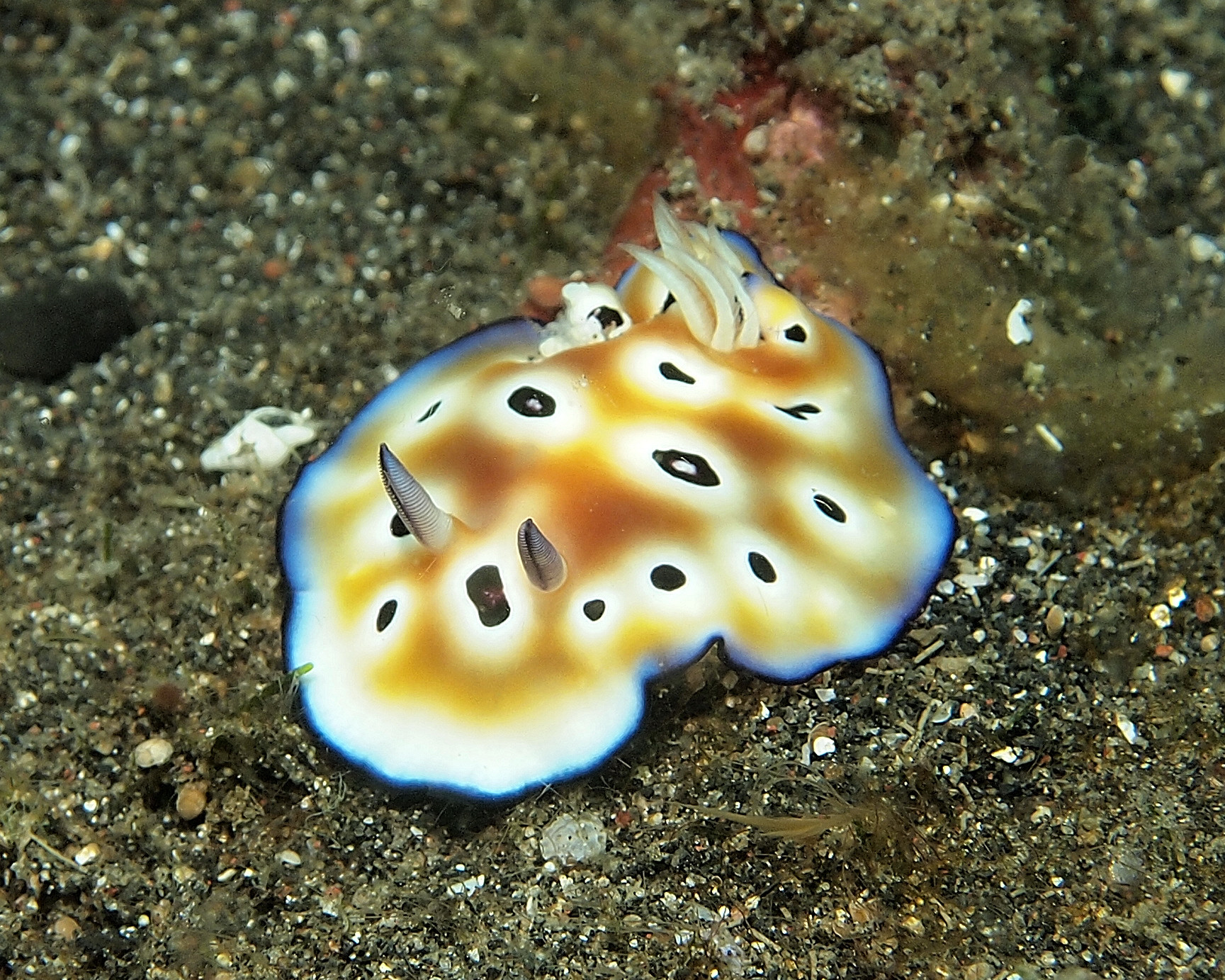
Goniobranchus leopardus
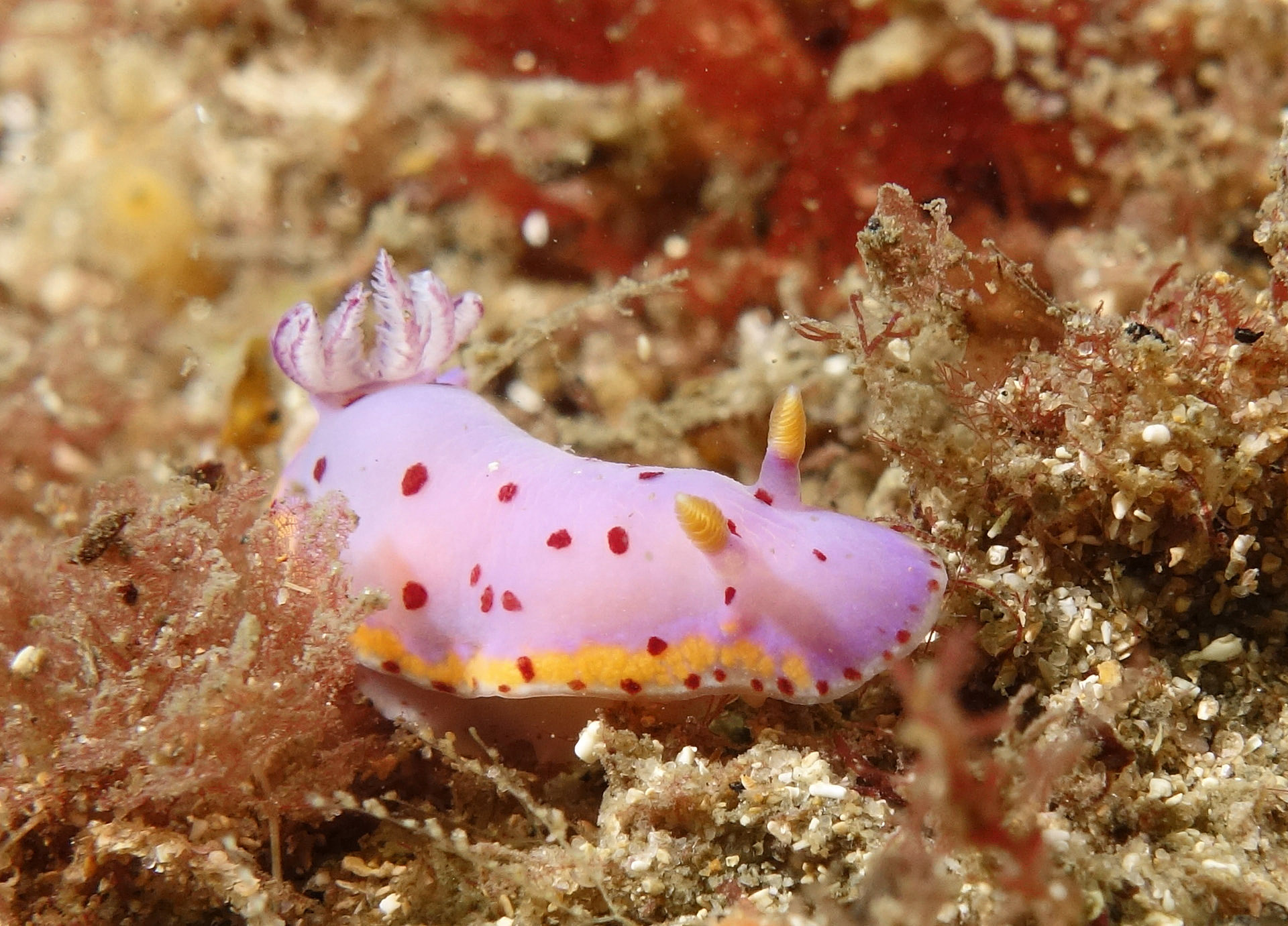
Goniobranchus loringi
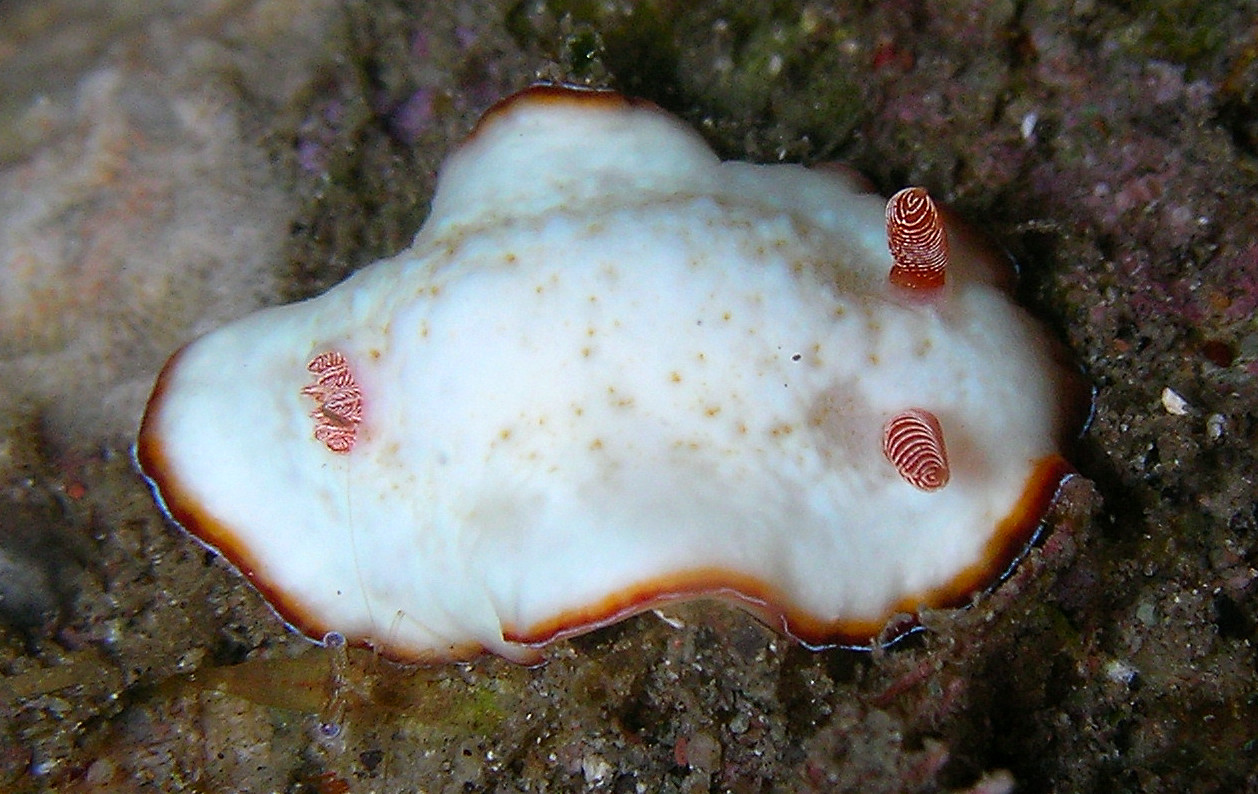
Goniobranchus preciosus
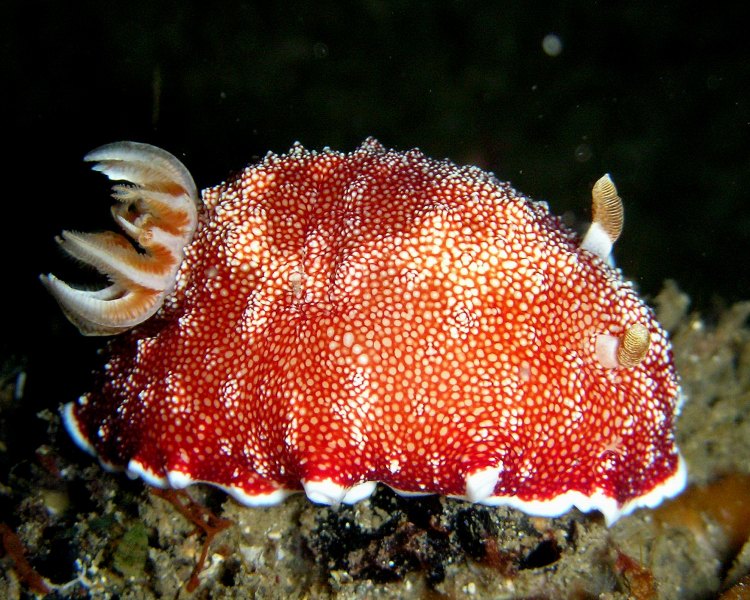
Goniobranchus reticulatus
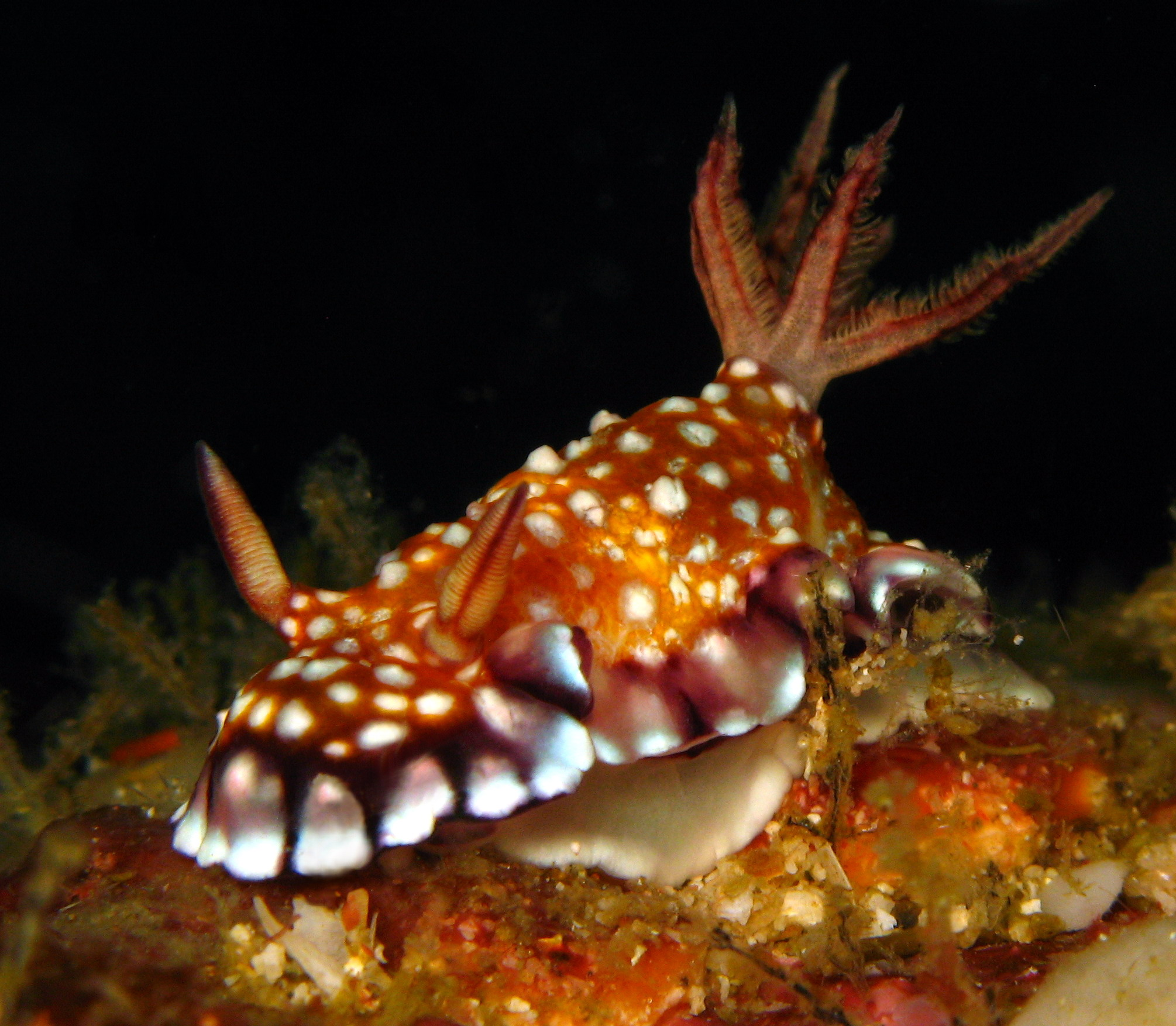
Goniobranchus roboi
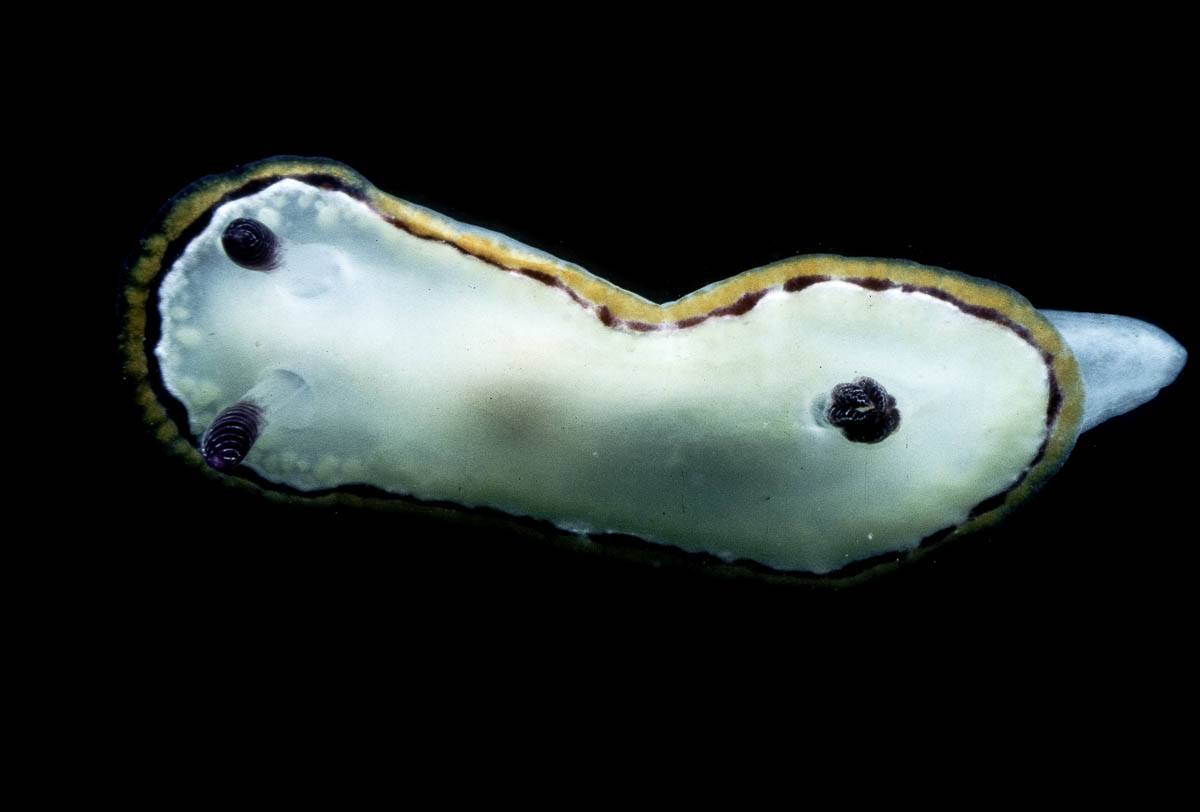
Goniobranchus rubrocornutus
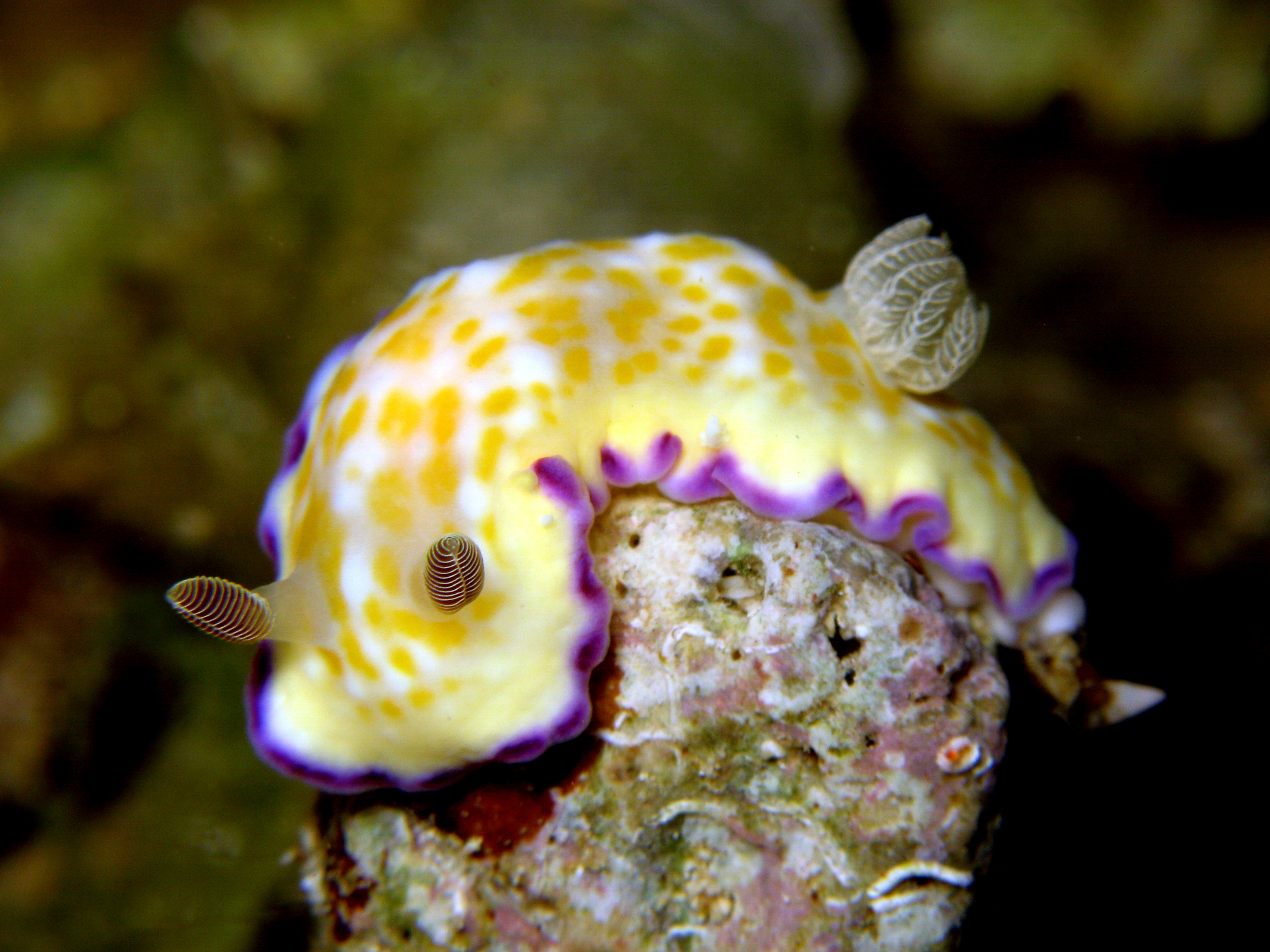
Goniobranchus rufomaculatus
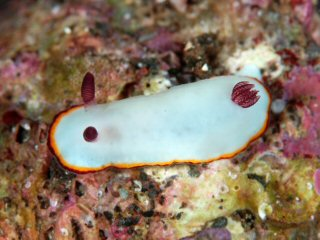
Goniobranchus sinensis
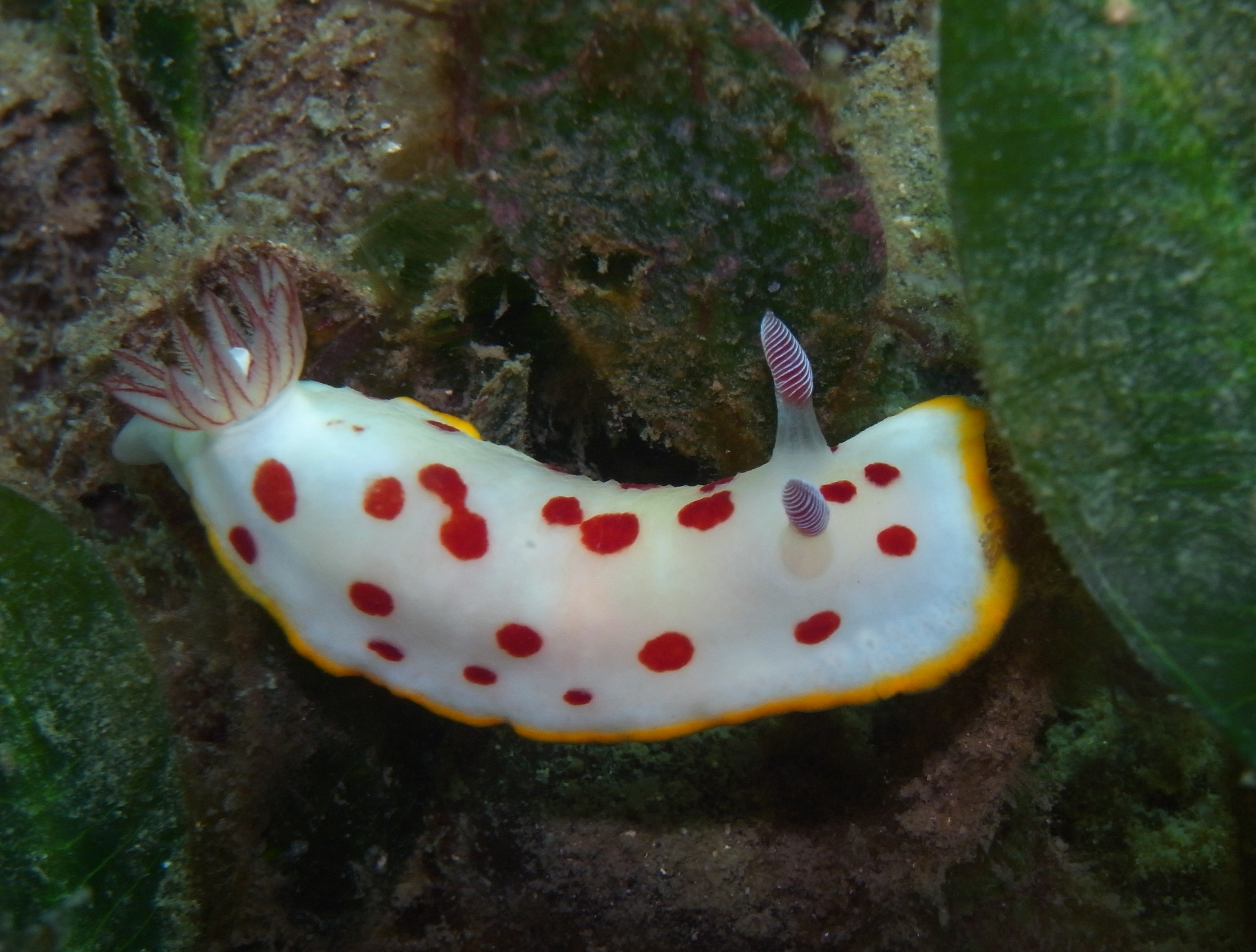
Goniobranchus splendidus
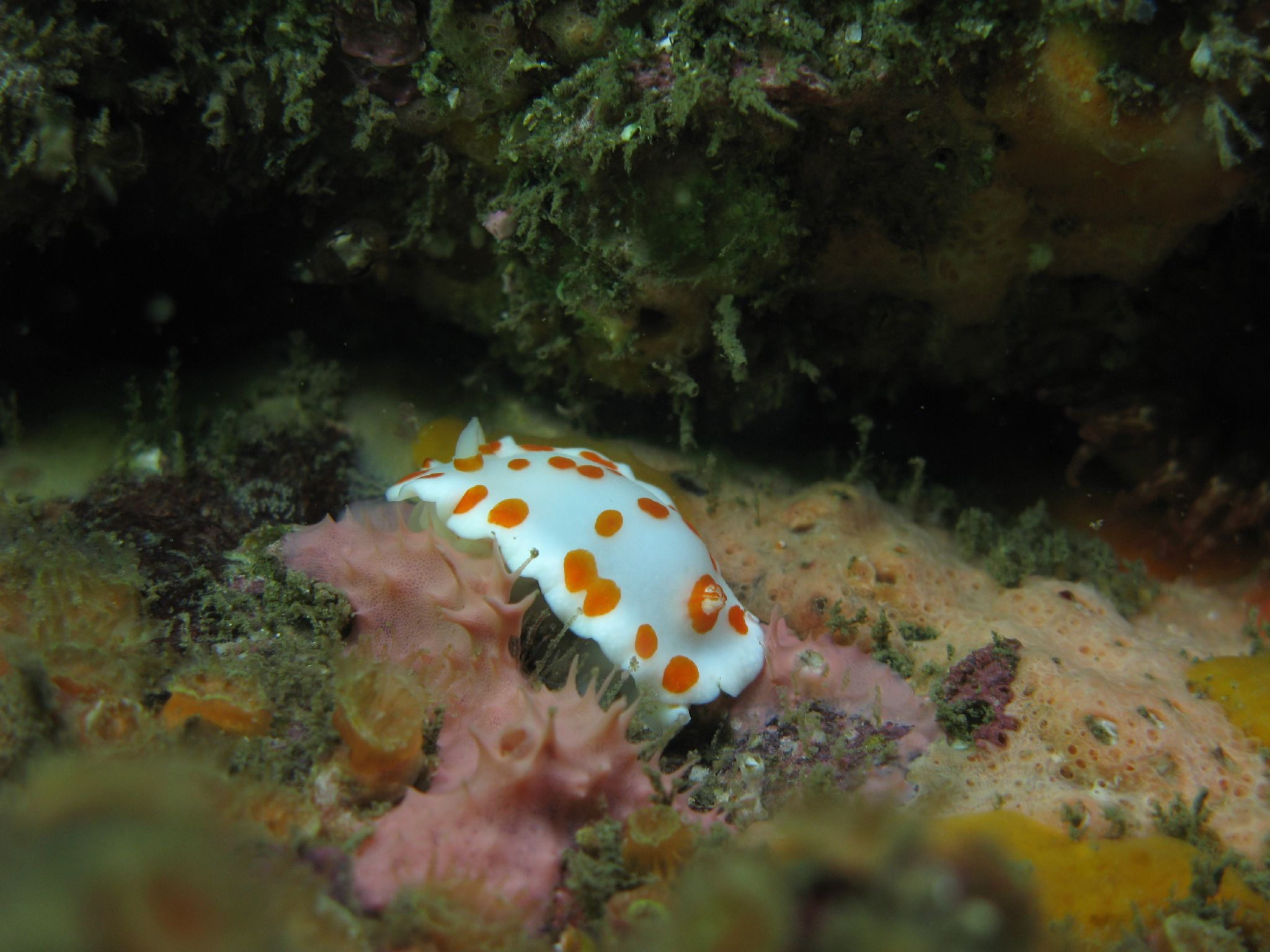
Goniobranchus tasmaniensis
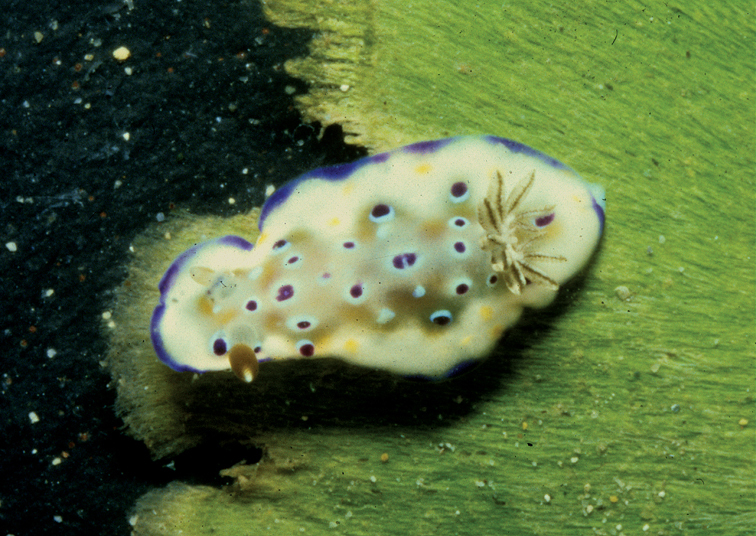
Goniobranchus tennentanus
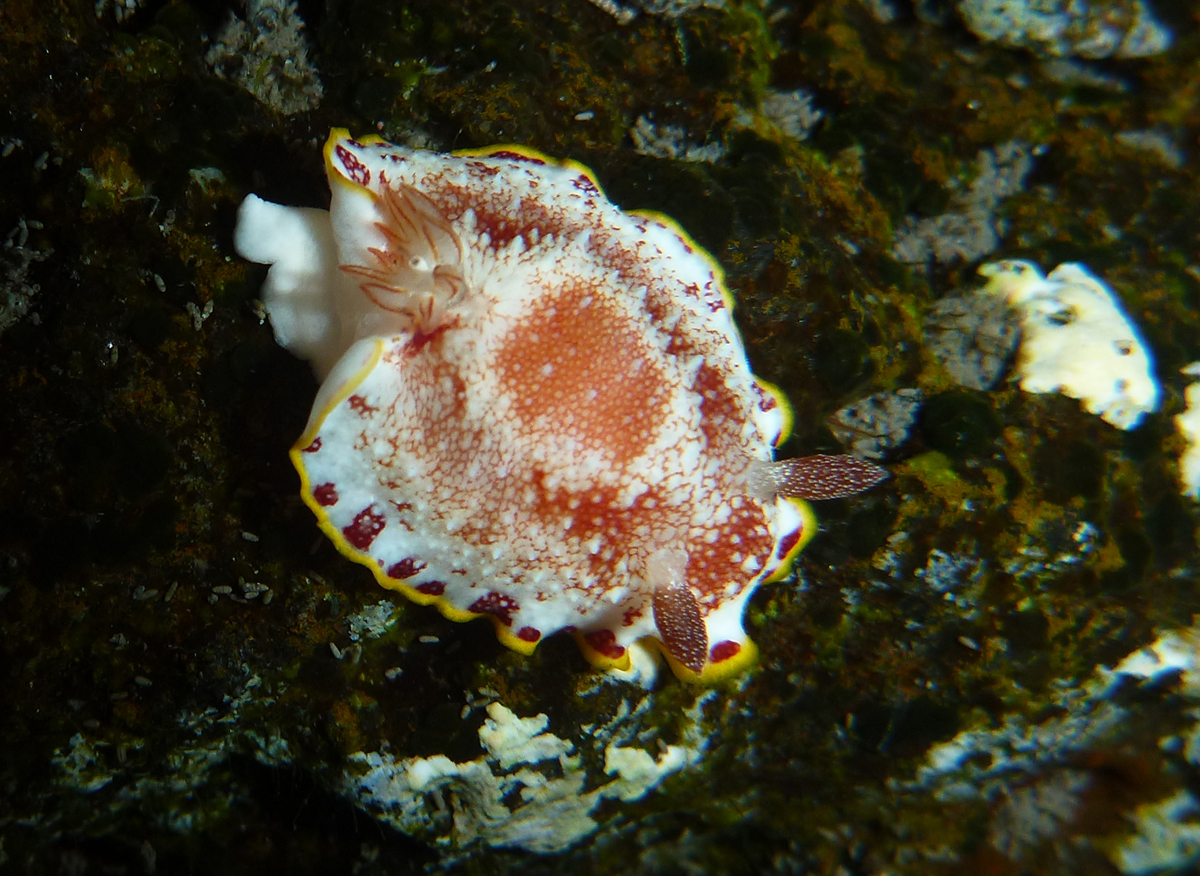
Goniobranchus tinctorius
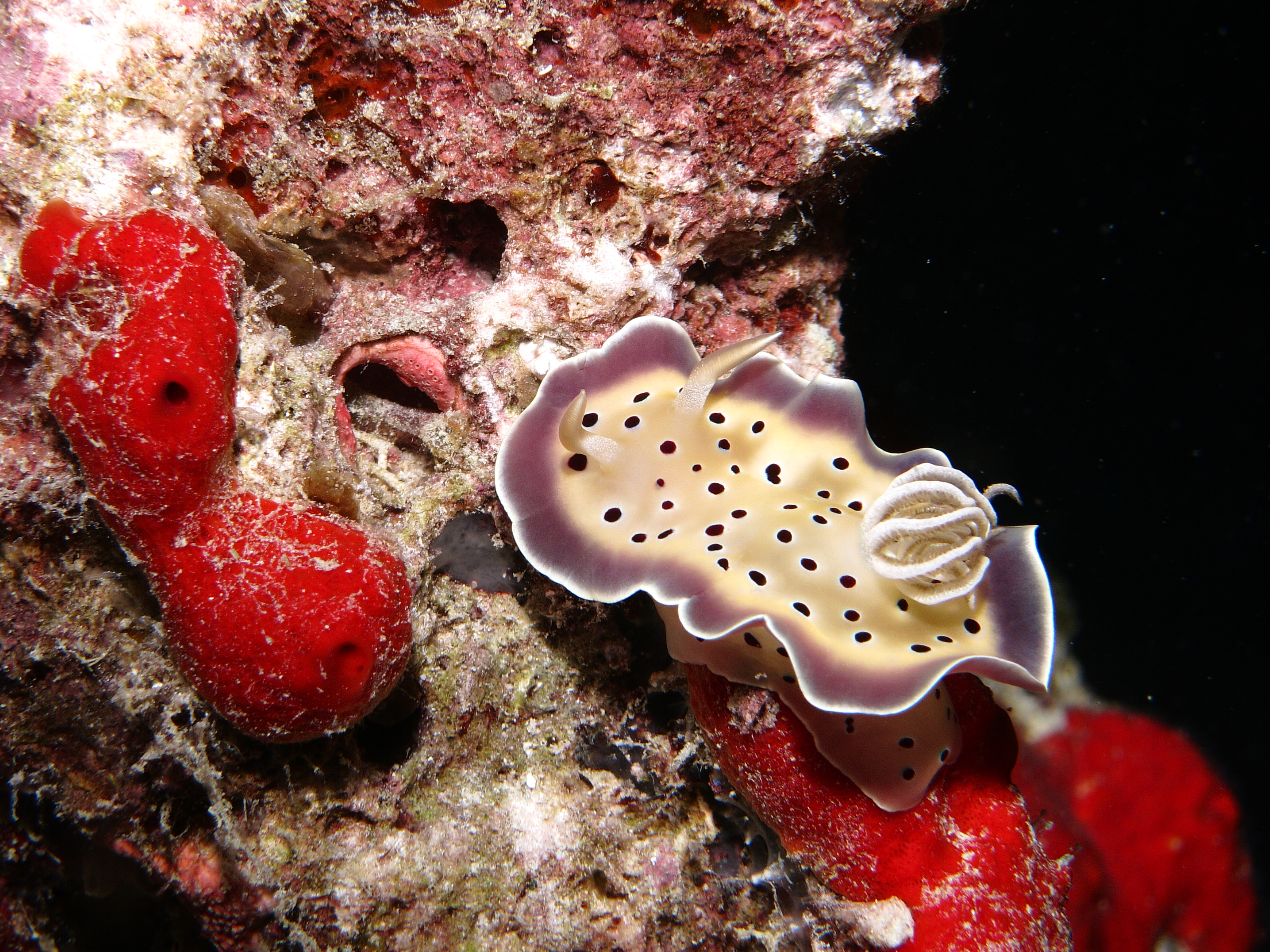
Goniobranchus tritos
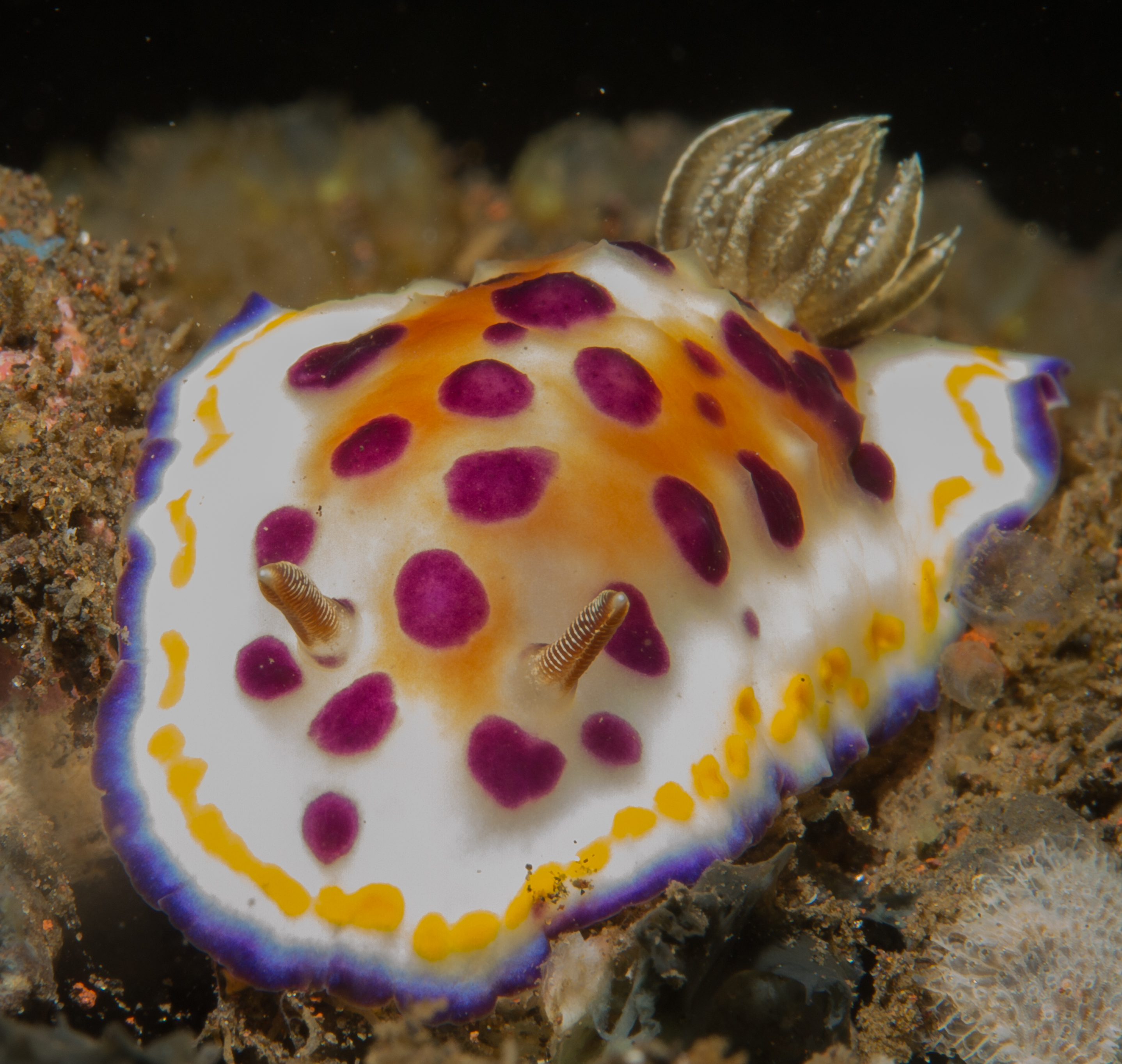
Goniobranchus tumuliferus
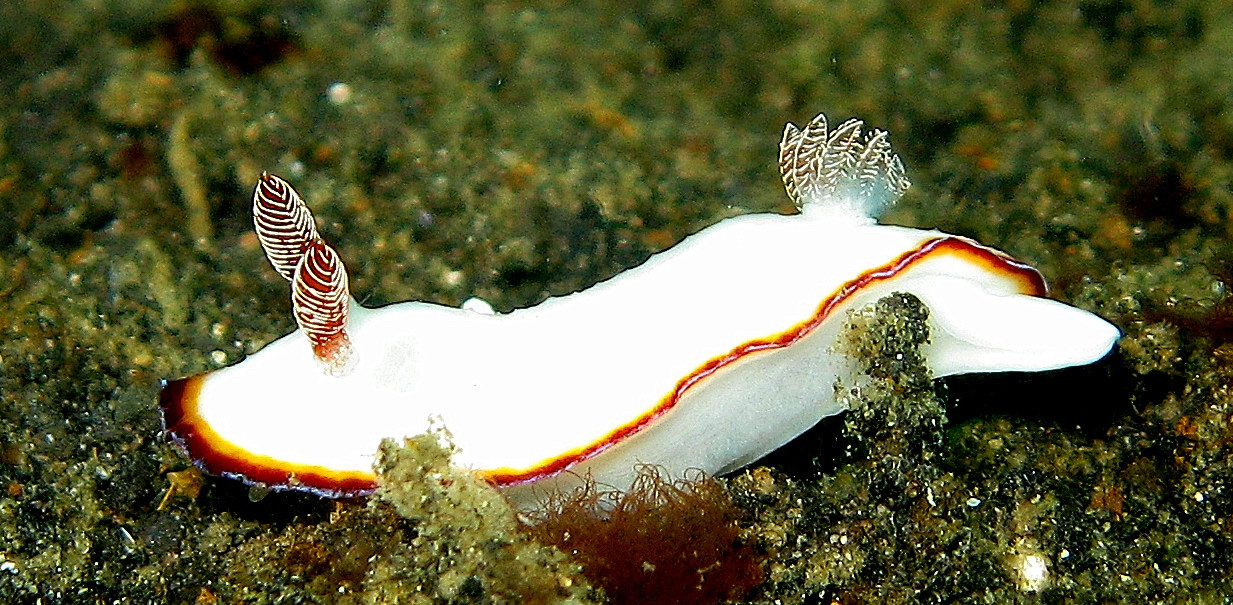
Goniobranchus verrieri
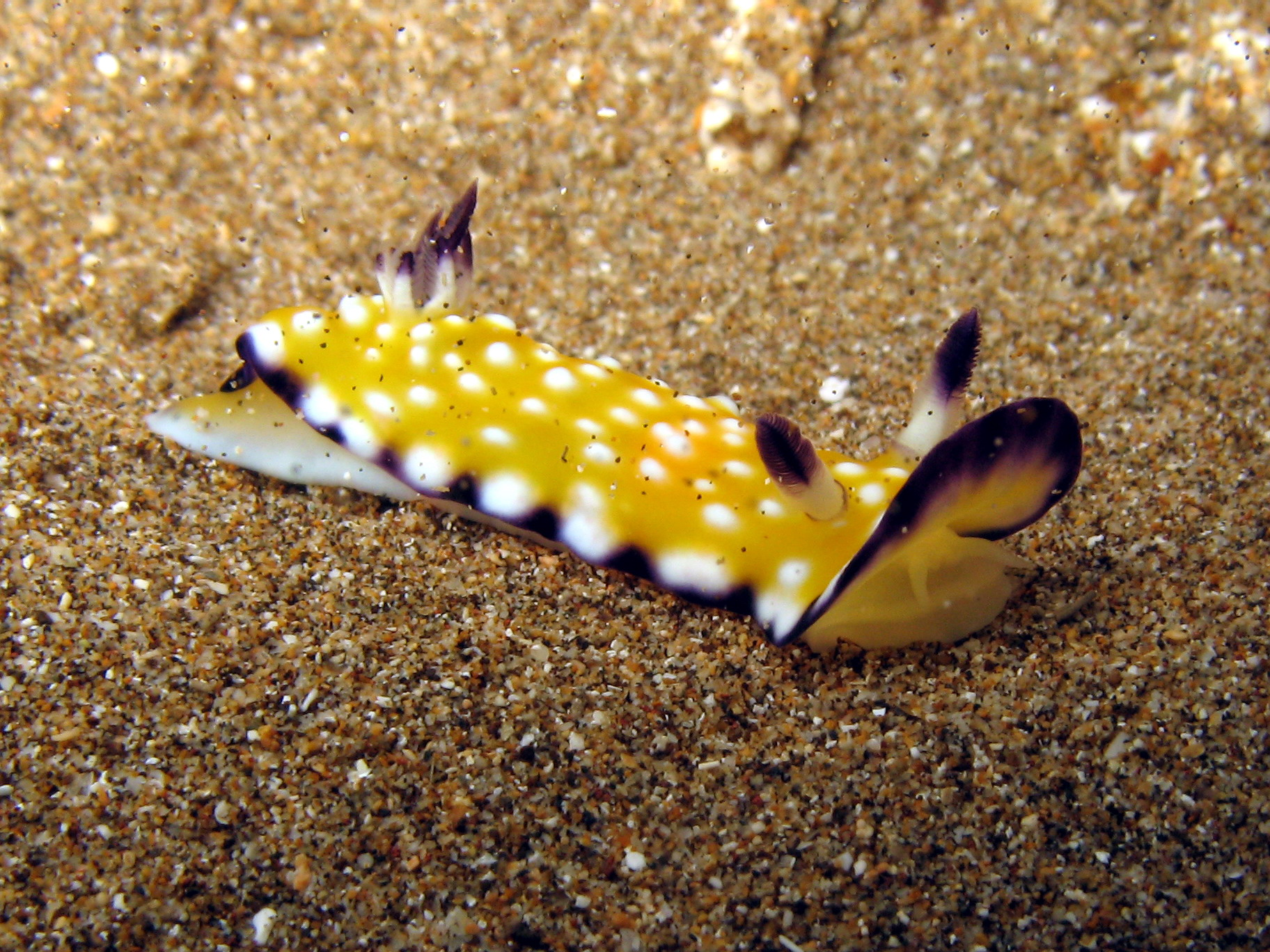
Goniobranchus vibratus